# Liste der Lieder von Joan Baez

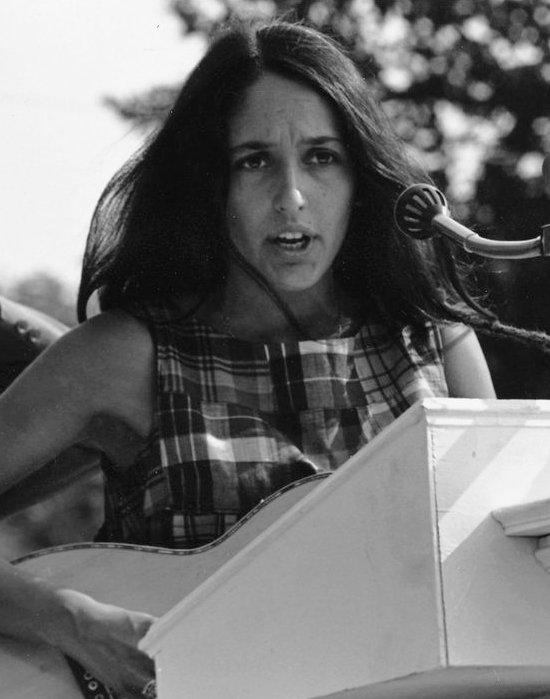
Joan Baez (1963)

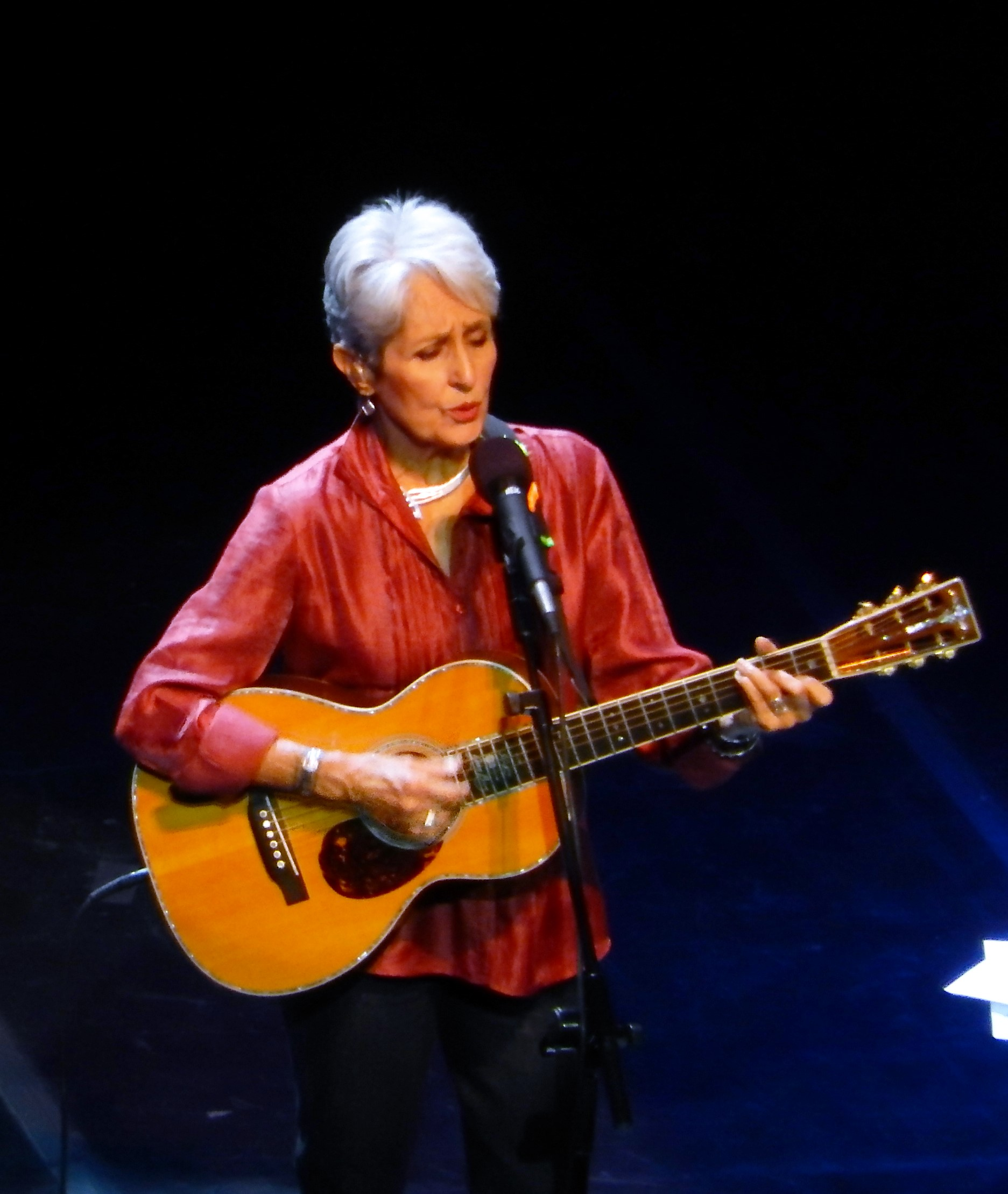
Joan Baez (2012)

Die Liste der Lieder von Joan Baez ist eine Übersicht der Songs der US-amerikanischen Folk-Sängerin und -Gitarristin, Bürgerrechtlerin und Pazifistin Joan Baez, die ab Ende der 1950er Jahre vor allem durch ihre klare Gesangsstimme und ihr politisches Engagement gegen den Vietnamkrieg und die Rassentrennung bekannt geworden ist.

## Hintergrund
Joan Baez hatte 1959 ihre ersten Auftritte als Sängerin und Gitarristin im Club 47, einem Folk-Club in Cambridge, der Hochburg des US-amerikanischen Folk-Revivals. Ebenfalls 1959 erreichte sie auf dem renommierten Newport Folk Festival zum ersten Mal ein größeres Publikum. Ihre ersten Schallplattenaufnahmen konnte sie 1960 zusammen mit Bill Wood und Ted Alevizos beim Bostoner Musiklabel Veritas Records auf der Langspielplatte LP Folksingers ’Round Harvard Square veröffentlichen. Ihre erste Solo-LP erschien ebenfalls 1960 unter dem Titel Joan Baez bei Vanguard Records. Seit diesen Anfängen hat Joan Baez in ihrer inzwischen sechzigjährigen Musikerkarriere insgesamt 29 Studioalben, 14 Livealben, 43 Kompilationsalben, 48 Singles/EPs und 6 Videoalben veröffentlicht.
Joan Baez, die in der ersten Hälfte der 1960er-Jahre mit an der Spitze der Folkbewegung stand und zahlreiche Künstlerinnen – wie Joni Mitchell, Bonnie Raitt und Judy Collins – mit ihrem Musikstil beeinflusst hat, ist vor allem durch die Interpretation folgender selbst geschriebenen Lieder und Coversongs bekannt geworden:
- Diamonds and Rust: Die Eigenkomposition behandelt die missglückte Liebesbeziehung von Baez zu Bob Dylan. Der Song hielt sich elf Wochen in den US-Charts, erreichte Platz 35 und war sowohl bei Kritik als auch kommerziell ein großer Erfolg. Er zählt neben Speaking of Dreams zu den bekanntesten Eigenkompositionen der Musikerin. Veröffentlicht wurde das Lied auf dem gleichnamigen Album aus dem Jahr 1975.
- Donna Donna: Bereits auf ihrem ersten Solo-Album Joan Baez veröffentlichte sie 1960 das jiddische Lied Donna Donna. Sie hat damit dazu beigetragen es weltweit bekannt zu machen. Das Lied, das als Dana Dana in jiddischer Sprache für das Musical Esterke (1940–1941) von den jüdischen Künstlern Aaron Zeitlin (Text) und Sholom Secunda (Melodie) geschrieben wurde, reflektiert die Situation der Juden in der Zeit des Dritten Reiches.
- Here’s to You: Anfang der 1970er Jahre wirkte Joan Baez an den Soundtracks von zwei international erfolgreichen Kinoproduktionen mit. So sang sie 1971 zur Musik Ennio Morricones die Lieder zum italienisch-französischen Justizdrama Sacco e Vanzetti (vgl. Sacco und Vanzetti) von Regisseur Giuliano Montaldo.[3] Aus diesem Film wurde insbesondere das als eine Art Hymne für die Opfer politischer Justiz verbreitete Lied Here’s to You weltbekannt und vielfach adaptiert. Der Song, dessen Liedtext von Joan Baez stammt, wurde 1984 auf ihrem Album Live – Europe ’83 veröffentlicht.
- Joe Hill: Am ersten Abend des Woodstock-Festivals am 15. August 1969 nutzte die schwangere Sängerin die Gelegenheit, um dem Publikum von ihrem inhaftierten Ehemann David Harris zu erzählen und den Song Joe Hill über den US-amerikanischen Wanderarbeiter (Hobo), Arbeiterführer, Gewerkschaftsaktivisten, Sänger und Liedermacher zu präsentieren. Das 1925 von Alfred Hayes gedichtete und 1936 von Earl Robinson vertonte Lied, erschien 1970 auf ihrem Album One Day at a Time.
- The Night They Drove Old Dixie Down: 1971 coverte sie das von Robbie Robertson geschriebene Lied und hatte damit ihren einzigen Top-10-Hit in den USA. Das Lied erschien auf ihrem Album Blessed Are....
- We Shall Overcome: Am 28. August 1963 sang sie dieses Lied auf dem Civil Rights March der US-amerikanischen Bürgerrechtsbewegung. Der Protestsong, der auf einen Gospel von Pfarrer Charles Albert Tindley aus dem Jahre 1901 zurückgeht, wurde in den folgenden Jahren quasi zu ihrem sängerischen Markenzeichen. Erstmals veröffentlicht hat sie das Lied auf ihrem Album In Concert Part 2.

Bekannt ist Joan Baez auch für ihre Interpretation der Lieder von Bob Dylan. Sie hatte Dylan 1961 auf einer USA-Tournee kennengelernt. Baez begann, seine Songs zu singen, und stellte den damals noch kaum bekannten Folkmusiker in ihren Konzerten als Überraschungsgast einem breiten Publikum vor. Aus der anfänglich beruflichen wurde bald auch eine private Beziehung, die jedoch 1966 in die Brüche ging. 1968 nahm sie mit Any Day Now ein Album ausschließlich mit Liedern von Bob Dylan auf. Baez, die 2009 in dem Dokumentarfilm Joan Baez von Mary Wharton die Begegnung mit Dylan als ihren künstlerischen Durchbruch bezeichnete, ist vor allem für die Interpretation folgender Dylan-Songs bekannt:
- Don’t Think Twice It’s Alright, erstmals veröffentlicht 1963 auf ihrem Album In Concert Part 2.
- Forever Young, erstmals veröffentlicht 1976 auf ihrem Album From Every Stage.
- It Ain’t Me Babe, erstmals veröffentlicht 1964 auf ihrem Album 5.
- It’s All Over Now, Baby Blue, erstmals veröffentlicht 1965 auf ihrem Album Farewell, Angelina.
- Love Is Just a Four-Letter Word, erstmals veröffentlicht 1968 auf ihrem Album Any Day Now.
- Simple Twist of Fate, erstmals veröffentlicht 1975 auf ihrem Album Diamonds and Rust.
- With God on Our Side, erstmals veröffentlicht 1963 auf ihrem Album In Concert Part 2.

Neben den bisher genannten Songs gehören klassische US-Traditionals und ‑Folksongs, zeitgenössische Folk-Songs, Lieder von Pete Seeger und Woody Guthrie, aber auch zahlreiche Lieder auf Spanisch und vereinzelt in anderen Sprachen wie Italienisch, Französisch, Russisch und Deutsch zum Repertoire von Joan Baez.
Joan Baez, die – bezogen vor allem auf die 1960er Jahre – rückblickend als „Stimme und Gewissen ihrer Generation“ bezeichnet wurde, hat insgesamt neun Grammy-Nominierungen und 2007 den Grammy für ihr Lebenswerk erhalten und wurde 2017 in die Rock and Roll Hall of Fame aufgenommen. 2018 hat sie ihre Karriere mit einer weltweiten „Fare Thee Well“–Abschiedstournee beendet.

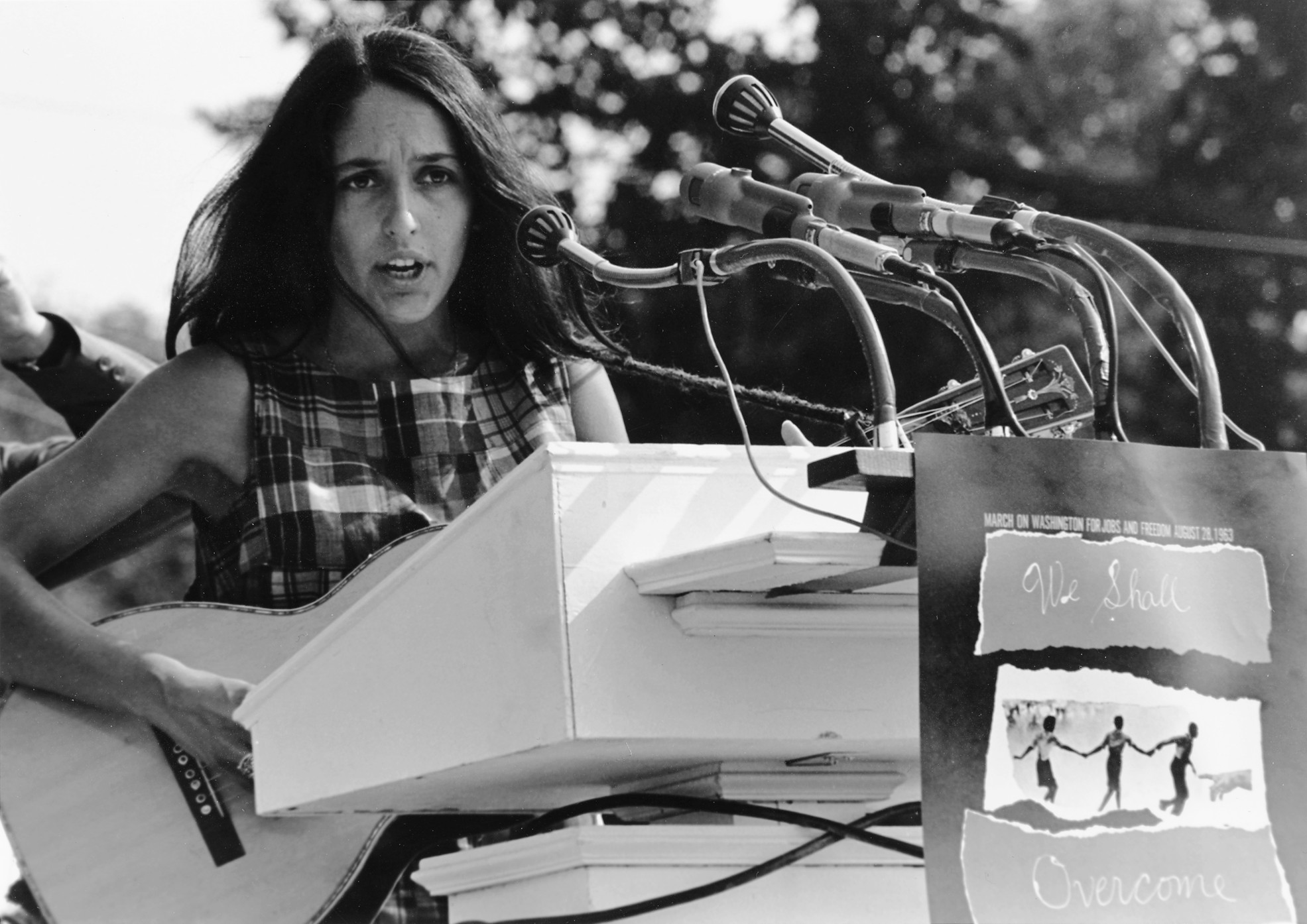
Joan Baez (1963)
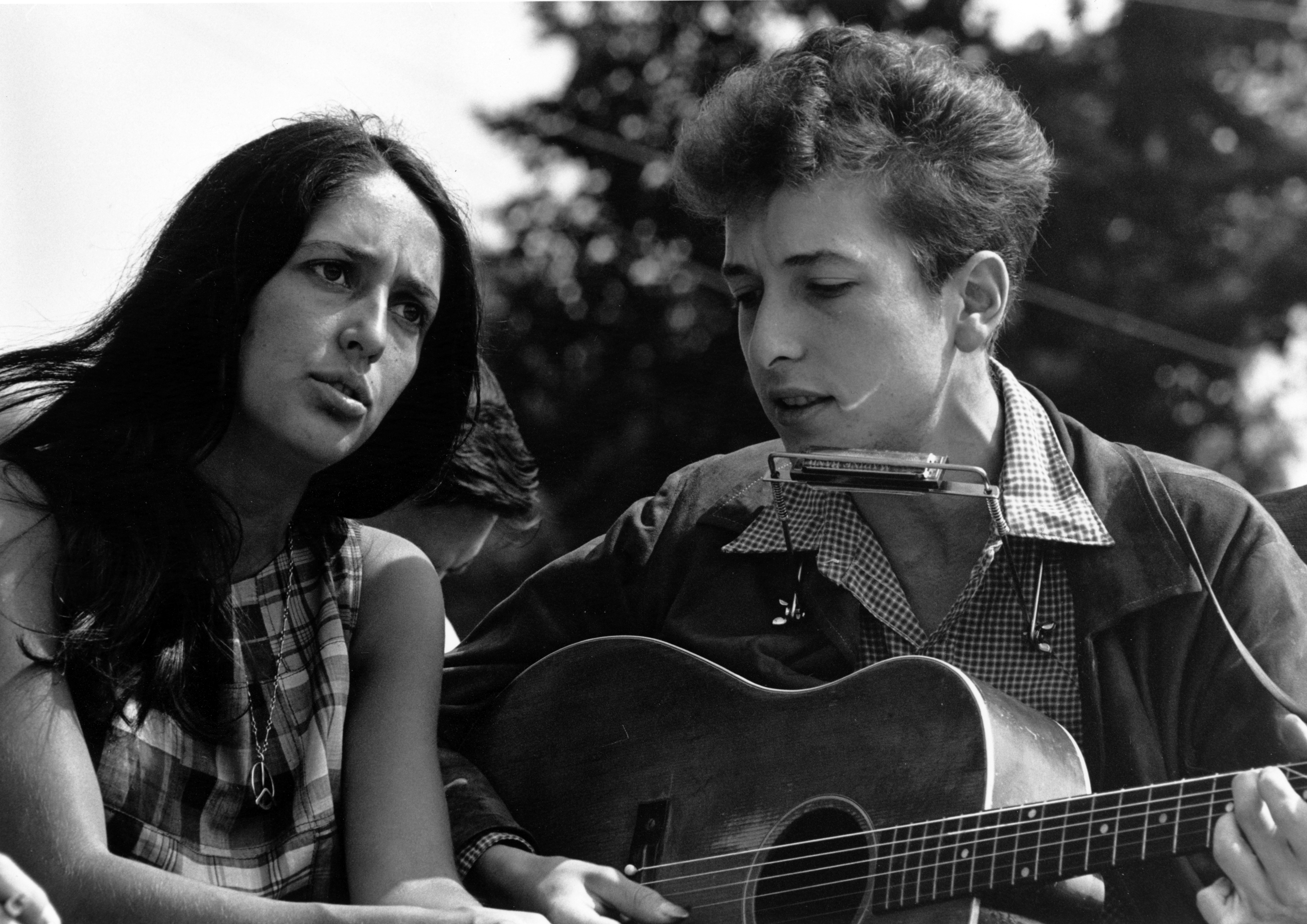
Joan Baez und Bob Dylan (1963)
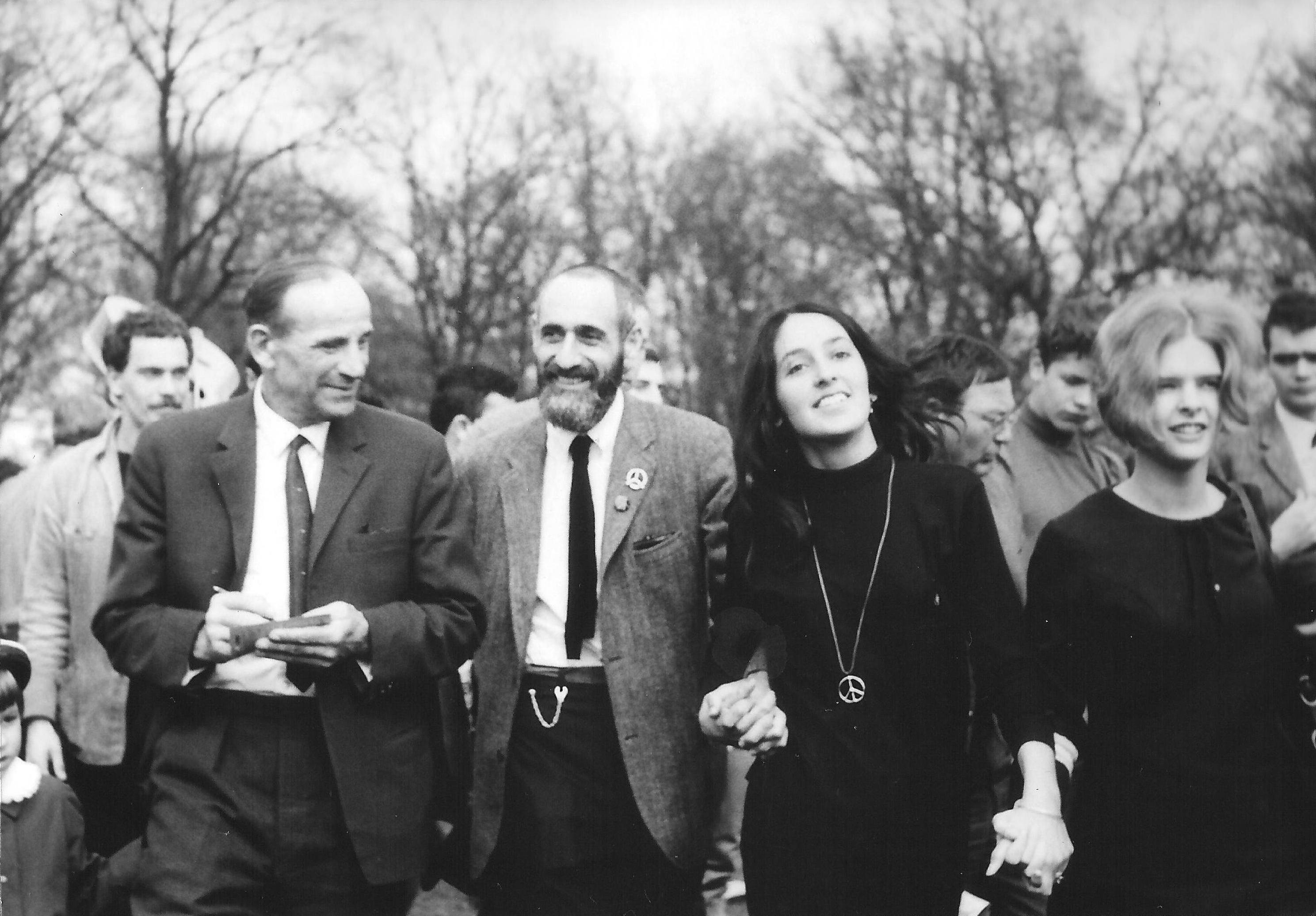
Joan Baez beim Frankfurter Ostermarsch (1966)
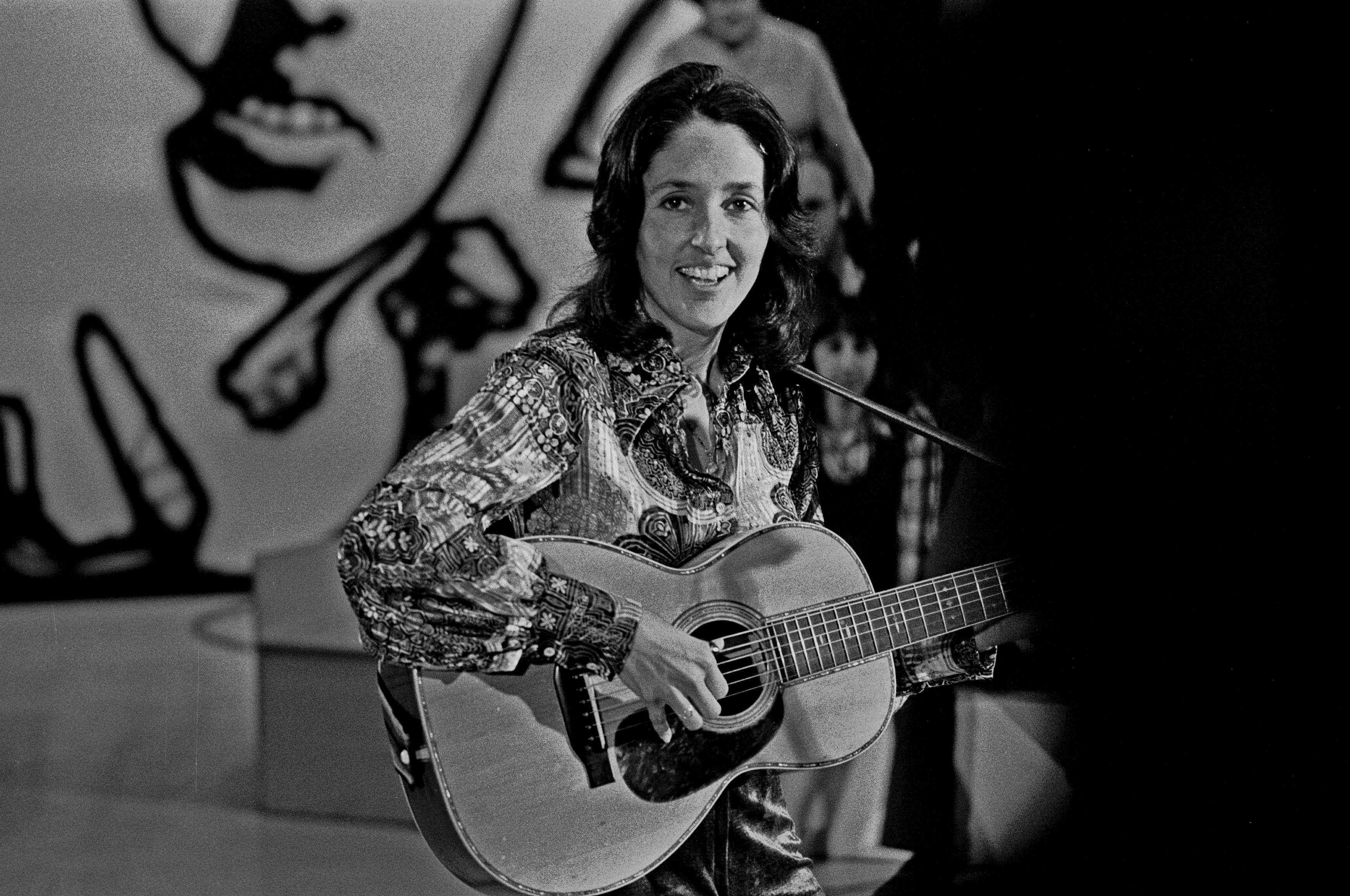
Joan Baez beim Auftritt im Fernsehstudio in Hamburg (1973)
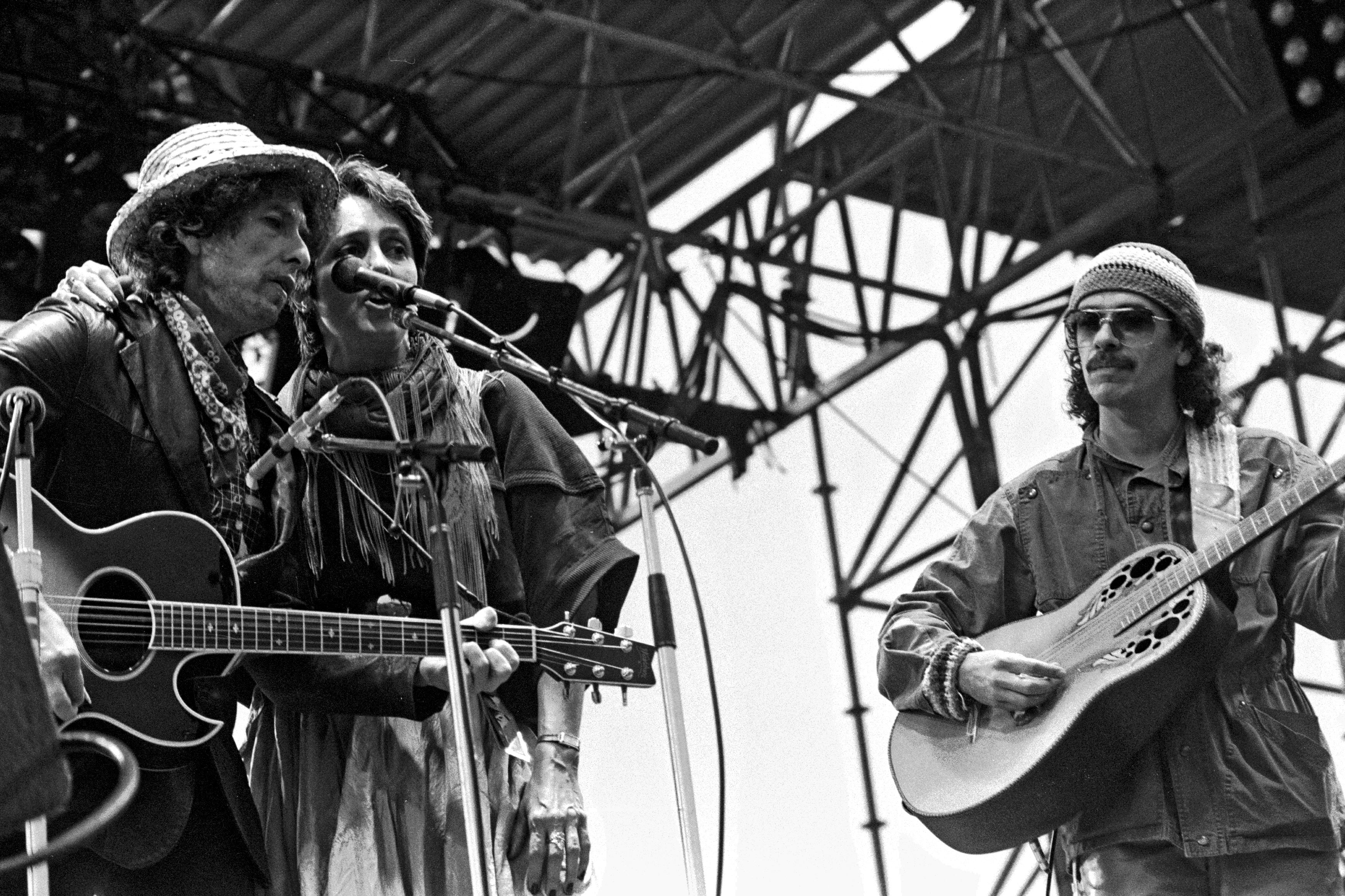
Joan Baez, Bob Dylan und Carlos Santana in Hamburg (1984)
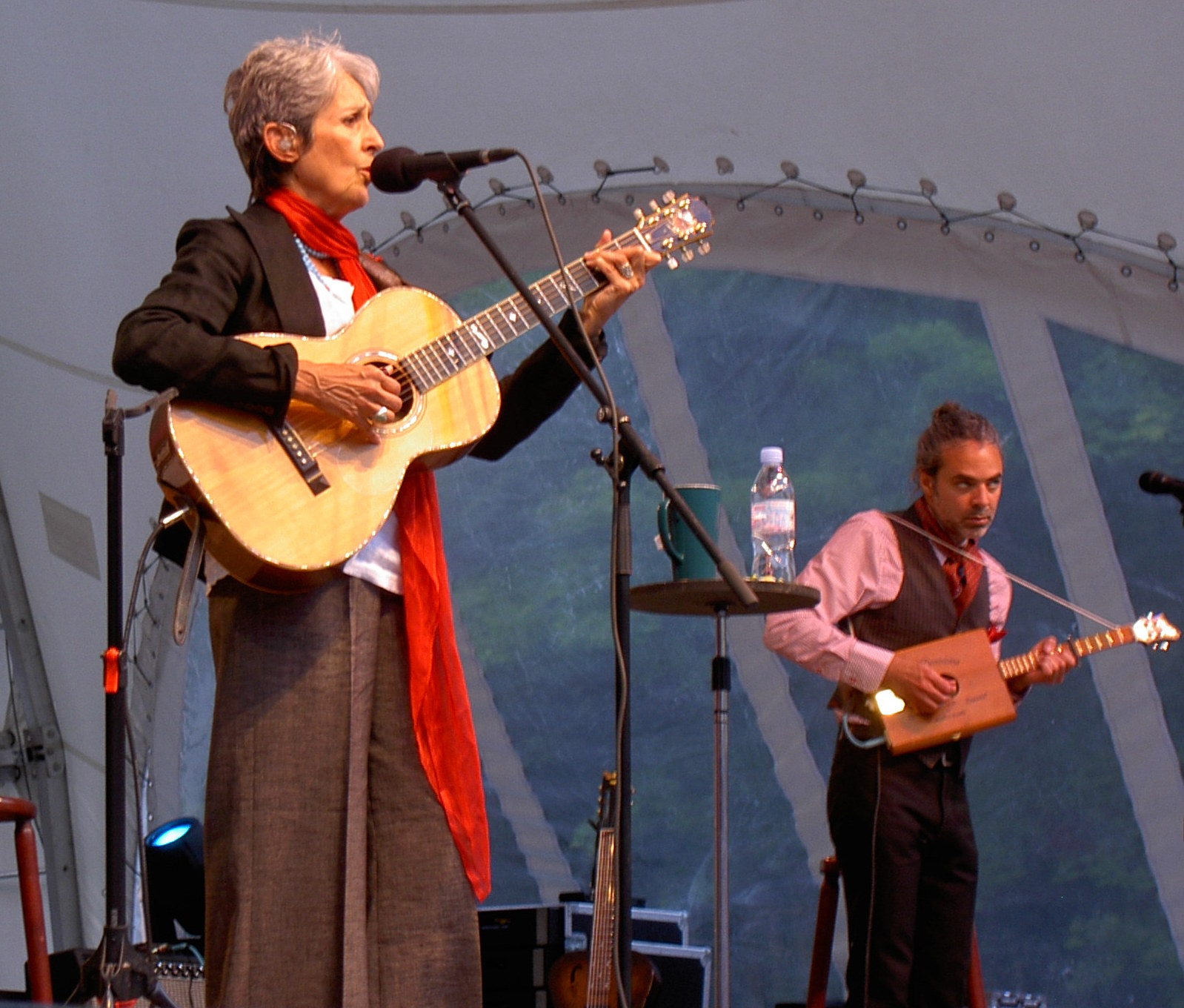
Joan Baez in Dresden (2008)
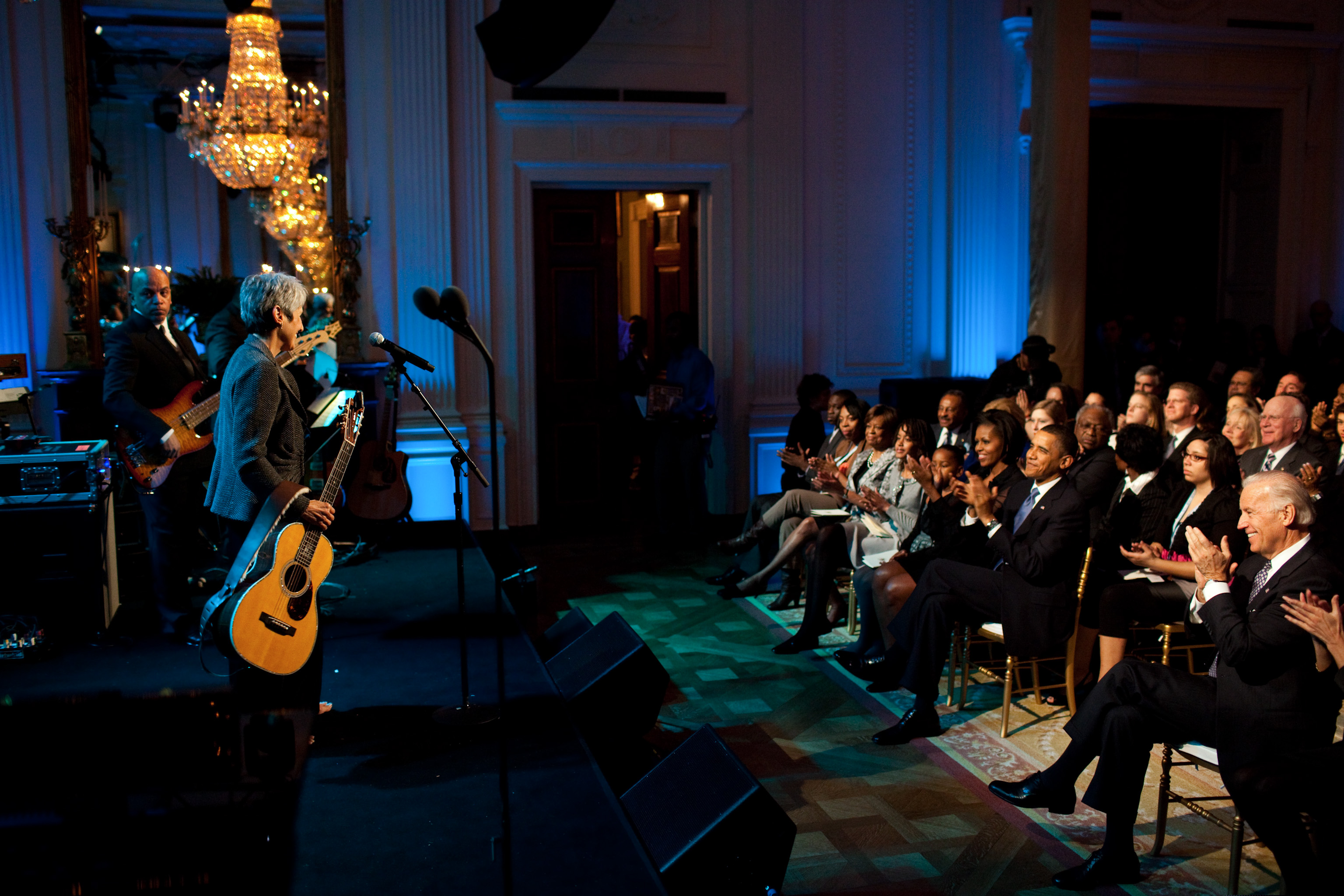
Joan Baez im Weißen Haus (2010)
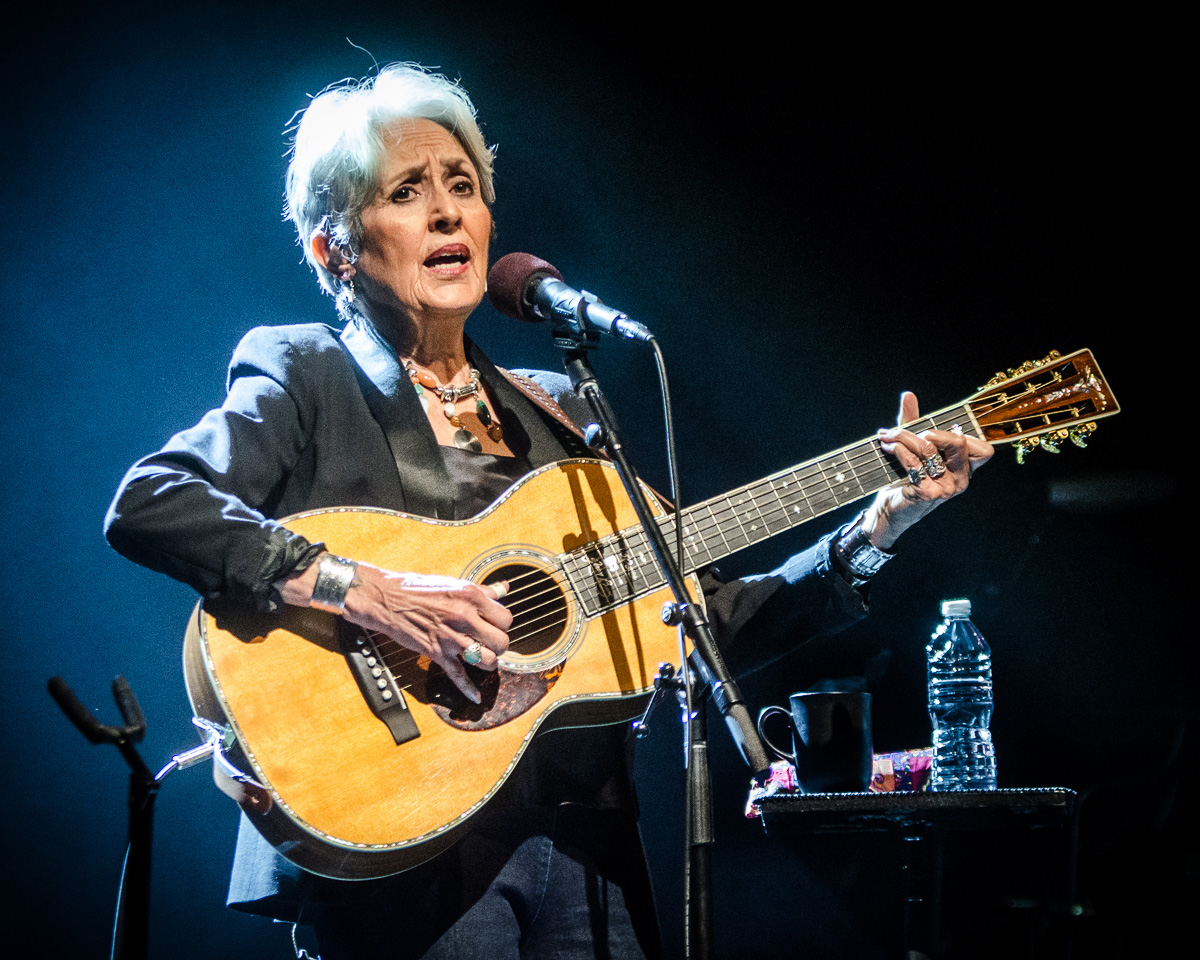
Joan Baez bei einem Auftritt in New York (2016)

## Struktur der Übersicht
Die Übersicht listet
- alle selbst geschriebenen Lieder von Joan Baez (siehe Kategorie: eigener Song)
- alle Coversongs, die Joan Baez aufgenommen hat (siehe Kategorie: Coversong) und
- alle Instrumentals, die Joan Baez aufgenommen hat (siehe Kategorie: Instrumental)

Gelistet wird die Erstveröffentlichung eines Liedes.

## Übersicht
| Liedtitel                                                             | Liedanfang                                                                           | Songwriter                                                        | Album / EP / Single                                                                         | Veröffent-lichungsjahr | Label                                      | Kategorie    | Weitere Informationen                                                               |
| --------------------------------------------------------------------- | ------------------------------------------------------------------------------------ | ----------------------------------------------------------------- | ------------------------------------------------------------------------------------------- | ---------------------- | ------------------------------------------ | ------------ | ----------------------------------------------------------------------------------- |
| ’Nu Bello Cardillo                                                    | „Sto’ criscenno no bello cardillo …“                                                 | Traditional                                                       | In Concert Part 2                                                                           | 1963                   | Vanguard Records                           | Coversong    |                                                                                     |
| A City Called Heaven                                                  | „I am a poor pilgrim of sorrow …“                                                    | Traditional                                                       | Joan Baez in Italy                                                                          | 1969                   | Vanguard Records                           | Coversong    |                                                                                     |
| A Hard Rain’s A-Gonna Fall                                            | „Oh, where have you been, my blue eyed son? …“                                       | Bob Dylan                                                         | Farewell, Angelina                                                                          | 1965                   | Vanguard Records                           | Coversong    |                                                                                     |
| A Heartfelt Line or Two                                               | „Though the songwriters of the industry …“                                           | Joan Baez                                                         | Blowin’ Away                                                                                | 1977                   | Portrait/CBS                               | eigener Song |                                                                                     |
| A Little Love Inside                                                  | „So the word is goodbye …“                                                           | Barry Gibb                                                        | For The Children of The Eighties                                                            | 1983                   | Ariola                                     | Coversong    |                                                                                     |
| A Mi Manera (My Way)                                                  | „Yo sé que no vendrás, por eso y tanto la olvido …“                                  | Paul Anka, Gilles Thibaut, Claude Francois und Jacques Revaux     | Speaking of Dreams                                                                          | 1989                   | GoldCastle/Virgin Records Guardian Records | Coversong    | gemeinsam mit den Gipsy Kings                                                       |
| A Satisfied Mind                                                      | „How many times have you heard someone say …“                                        | Jack Rhodes und Red Hayes                                         | Farewell, Angelina                                                                          | 1965                   | Vanguard Records                           | Coversong    |                                                                                     |
| A Song For David                                                      | „In my heart I will wait …“                                                          | Joan Baez                                                         | One Day at a Time                                                                           | 1970                   | Vanguard Records                           | eigener Song |                                                                                     |
| A Stranger In My Place                                                | „I see the town …“                                                                   | Kenny Rogers und Kin Vassy                                        | Come From the Shadows                                                                       | 1972                   | A&M Records                                | Coversong    |                                                                                     |
| A tous les enfants                                                    | „A tous les enfants qui sont partis le sac à dos …“                                  | Boris Vian und Claude Vence                                       | Live – Europe ’83                                                                           | 1984                   | Ariola                                     | Coversong    |                                                                                     |
| A Young Gypsy                                                         | „A young gypsy fell out in a slumber …“                                              | Joan Baez                                                         | Where Are You Now, My Son?                                                                  | 1973                   | A&M Records                                | eigener Song |                                                                                     |
| Adeste Fideles (O Come, All Ye Faithful)                              | „Adeste fidelis laeti triumphantes …“                                                | Traditional                                                       | Noël                                                                                        | 1966                   | Vanguard Records                           | Coversong    |                                                                                     |
| Ain’t Gonna Let Nobody Turn me Around                                 | „Ain’t gonna let nobody turn me around …“                                            | Traditional                                                       | From Every Stage                                                                            | 1976                   | A&M Records                                | Coversong    |                                                                                     |
| Aire Israeli                                                          | „ …“                                                                                 | Traditional                                                       | En Chile                                                                                    |                        | Alerce                                     | Coversong    |                                                                                     |
| All In Green Went My Love Riding                                      | „On a great horse of gold …“                                                         | E. E. Cummings und Peter Schickele                                | Baptism                                                                                     | 1968                   | Vanguard Records                           | Coversong    |                                                                                     |
| All my Trials                                                         | „Hush, little baby, don’t you cry …“                                                 | Traditional                                                       | Joan Baez                                                                                   | 1960                   | Vanguard Records                           | Coversong    |                                                                                     |
| All the Pretty Little Horses                                          | „Hush-a-bye, don’t you cry …“                                                        | Traditional                                                       | Baptism                                                                                     | 1968                   | Vanguard Records                           | Coversong    |                                                                                     |
| All the Weary Mothers of the Earth (People’s Union #1)                | „All the weary mothers of the earth will finally rest …“                             | Joan Baez                                                         | Come From The Shadows                                                                       | 1972                   | A&M Records                                | eigener Song |                                                                                     |
| Amazing Grace                                                         | „Amazing grace, how sweet the sound …“                                               | Traditional                                                       | From Every Stage                                                                            | 1976                   | A&M Records                                | Coversong    |                                                                                     |
| Amsterdam                                                             | „Just the pattern of sunlight on a building …“                                       | Janis Ian und Buddy Mondlock                                      | Play me Backwards                                                                           | 1992                   | Virgin Records                             | Coversong    |                                                                                     |
| And the Band Played Waltzing Matilda                                  | „Now when I was a young lad I carried me pack …“                                     | John McDermott, Eric Bogle und Bobby Edwards                      | Ring Them Bells                                                                             | 1995                   | Guardian Records                           | Coversong    |                                                                                     |
| Angeline                                                              | „Yesterday’s newspapers forecasts no rain for today …“                               | Mickey Newbury                                                    | Blessed Are…                                                                                | 1971                   | Vanguard Records                           | Coversong    |                                                                                     |
| Angels we Have Heard on High                                          | „Angels we have heard on high “                                                      | Traditional                                                       | Noël                                                                                        | 1966                   | Vanguard Records                           | Coversong    |                                                                                     |
| Annabel Lee                                                           | „It was many and many a year ago …“                                                  | Don Dilworth und Edgar Allan Poe                                  | Joan                                                                                        | 1967                   | Vanguard Records                           | Coversong    |                                                                                     |
| Annie Had a Baby                                                      | „Annie had a baby, can’t work no more …“                                             | Bob Merrill und Terry Shand                                       | Joan Baez in San Francisco                                                                  | 1964                   | Bear Family Records                        | Coversong    |                                                                                     |
| Another World                                                         | „I need another place …“                                                             | Joan Baez                                                         | Whistle Down the Wind                                                                       | 2018                   | Razor & Tie                                | eigener Song |                                                                                     |
| Asimbonanga                                                           | „Asimbonanga a Si m’bonanga u mandela thina …“                                       | Johnny Clegg                                                      | Recently                                                                                    | 1987                   | Gold Castle Records/Virgin Records         | Coversong    |                                                                                     |
| Ate Amanha                                                            | „Até amanhã ou depois meu amor …“                                                    | Traditional                                                       | In Concert                                                                                  | 1962                   | Vanguard Records                           | Coversong    |                                                                                     |
| Autumn Leaves                                                         | „The falling leaves drift by the window …“                                           | Jacques Prévert und Joseph Kosma                                  | Joan                                                                                        | 2003                   | Vanguard Records                           | Coversong    | Bonustrack der Wiederveröffentlichung                                               |
| Ave Maria                                                             | „Ave Maria! Jungfrau mild …“                                                         | Franz Schubert                                                    | Noël                                                                                        | 1966                   | Vanguard Records                           | Coversong    |                                                                                     |
| Away in a Manger                                                      | „Away in a manger …“                                                                 | James Ramsey Murray                                               | Noël                                                                                        | 1966                   | Vanguard Records                           | Coversong    |                                                                                     |
| Away in a Mange (französisch)                                         | „L’enfant de la promesse …“                                                          | James Ramsey Murray                                               | Noël                                                                                        | 1966                   | Vanguard Records                           | Coversong    | Bonustrack der Wiederveröffentlichung                                               |
| Babe, I’m Gonna Leave You                                             | „Babe, I’m gonna leave you …“                                                        | Anne Bredon                                                       | In Concert                                                                                  | 1962                   | Vanguard Records                           | Coversong    |                                                                                     |
| Bachianas Brasileiras No. 5 – Aria                                    | „Tarde uma nuvem rósea lenta e transparente …“                                       | Heitor Villa-Lobos und Ruth Valadares Correa                      | 5                                                                                           | 1964                   | Vanguard Records                           | Coversong    |                                                                                     |
| Banks of the Ohio                                                     | „I asked my love to take a walk …“                                                   | Traditional                                                       | Joan Baez – Vol. 2                                                                          | 1961                   | Vanguard Records                           | Coversong    |                                                                                     |
| Barbara Allen                                                         | „’Twas in the merry month of May …“                                                  | Traditional                                                       | Joan Baez – Vol. 2                                                                          | 1961                   | Vanguard Records                           | Coversong    |                                                                                     |
| Battle Hymn of the Republic                                           | „Mine eyes have seen the glory of the coming of the Lord …“t                         | Julia Ward Howe                                                   | In Concert Part 2                                                                           | 1963                   | Vanguard Records                           | Coversong    |                                                                                     |
| Be not too Hard                                                       | „Be not too hard for life is short …“                                                | Donovan                                                           | Joan                                                                                        | 1967                   | Vanguard Records                           | Coversong    |                                                                                     |
| Be of Good Heart                                                      | „I never had a crystal ball …“                                                       | Joan Baez                                                         | Whistle Down the Wind                                                                       | 2018                   | Razor & Tie                                | eigener Song |                                                                                     |
| Before the Deluge                                                     | „Some of them were dreamers …“                                                       | Jackson Browne                                                    | Honest Lullaby                                                                              | 1979                   | Portrait/CBS                               | Coversong    |                                                                                     |
| Best of Friends                                                       | „We may not always be the best of lovers …“                                          | Mimi Farina                                                       | Where Are You Now, My Son?                                                                  | 1973                   | A&M Records                                | Coversong    |                                                                                     |
| Biko                                                                  | „September ’77 …“                                                                    | Peter Gabriel                                                     | Recently                                                                                    | 1987                   | Gold Castle Records                        | Coversong    |                                                                                     |
| Birmingham Sunday                                                     | „Come round by my side and I’ll sing you a song …“                                   | Richard Farina                                                    | 5                                                                                           | 1964                   | Vanguard Records                           | Coversong    |                                                                                     |
| Black is the Color                                                    | „Black, black, black is the color of my true love’s hair …“                          | Traditional                                                       | Folksingers ’Round Harvard Square                                                           | 1960                   | Veritas Records                            | Coversong    |                                                                                     |
| Blackbird                                                             | „Blackbird singing in the dead of night …“                                           | Paul McCartney                                                    | 75th Birthday Celebration                                                                   | 2016                   | Razor & Tie                                | Coversong    |                                                                                     |
| Blessed Are…                                                          | „Blessed are the one way ticket holders …“                                           | Joan Baez                                                         | Blessed Are…                                                                                | 1971                   | Vanguard Records                           | eigener Song |                                                                                     |
| Blowin’ in the Wind                                                   | „How many roads must a man walk down before you call him a man …“                    | Bob Dylan                                                         | Joan Baez in Italy                                                                          | 1969                   | A&M Records                                | Coversong    |                                                                                     |
| Blue Sky                                                              | „Walk along the river …“                                                             | Dickey Betts                                                      | Diamonds and Rust                                                                           | 1975                   | A&M Records                                | Coversong    |                                                                                     |
| Boots of Spanish Leather                                              | „Well I’m sailin away my own true love …“                                            | Bob Dylan                                                         | Any Day Now                                                                                 | 1968                   | Vanguard Records                           | Coversong    |                                                                                     |
| Boulder to Birmingham                                                 | „I don’t wanna hear a love song …“                                                   | Emmylou Harris und Bill Danoff                                    | From Every Stage                                                                            | 1976                   | A&M Records                                | Coversong    |                                                                                     |
| Bring a Torch, Jeanette, Isabella                                     | „Bring a torch, Jeanette, Isabella …“                                                | Traditional                                                       | Noël                                                                                        | 1966                   | Vanguard Records                           | Coversong    |                                                                                     |
| Brothers in Arms                                                      | „These mist covered mountains …“                                                     | Mark Knopfler                                                     | Recently                                                                                    | 1987                   | Gold Castle Records/Virgin Records         | Coversong    |                                                                                     |
| Burgundian Carol                                                      | „The winter season of the year …“                                                    | Traditional                                                       | Noël                                                                                        | 1966                   | Vanguard Records                           | Coversong    | Bonustrack der Wiederveröffentlichung                                               |
| Caleb Meyer                                                           | „Caleb Meyer he lived alone …“                                                       | David Rawlings und Gillian Welch                                  | Dark Chords on a Big Guitar                                                                 | 2003                   | Koch Records                               | Coversong    |                                                                                     |
| Cambodia                                                              | „We’ve watched them leaving, seen their ragged flight …“                             | Joan Baez                                                         | European Tour                                                                               | 1980                   | Portrait/CBS                               | eigener Song |                                                                                     |
| Canción del Folklore Tunecino                                         | „ …“                                                                                 | Traditional                                                       | En Chile                                                                                    |                        | Alerce                                     | Coversong    |                                                                                     |
| Cantique de Noël (O Holy Night)                                       | „Minuit, chrétiens, c’est l’heure solennelle …“                                      | Adolphe C. Adam und Placide Cappeau                               | Noël                                                                                        | 1966                   | Vanguard Records                           | Coversong    |                                                                                     |
| Careless Love                                                         | „Love, oh love, oh careless love …“                                                  | W. C. Handy, Martha E. Koenig und Spencer Williams                | Folksingers ’Round Harvard Square                                                           | 1960                   | Veritas Records                            | Coversong    | mit Bill Wood                                                                       |
| Carrickfergus                                                         | „I wish I was in Carrickfergus …“                                                    | Van Morrison und Patrick Maloney                                  | Speaking of Dreams                                                                          | 1989                   | GoldCastle/Virgin Guardian Records         | Coversong    |                                                                                     |
| Carry it On                                                           | „There’s a man by my side walking …“                                                 | Gil Turner                                                        | One Day at a Time                                                                           | 1970                   | Vanguard Records                           | Coversong    |                                                                                     |
| Caruso                                                                | „Infinity gives me chills …“                                                         | Joan Baez                                                         | Gulf Winds                                                                                  | 1976                   | A&M Records                                | eigener Song |                                                                                     |
| Casida of the Lament                                                  | „I have shut my balcony …“                                                           | Federico García Lorca                                             | Baptism                                                                                     | 1968                   | Vanguard Records                           | Sonstiges    | gesprochener Text; übersetzt von J. L. Gili und Stephen Spender                     |
| Catch the Wind                                                        | „In the chilly hours and minutes …“                                                  | Donovan                                                           | 75th Birthday Celebration                                                                   | 2016                   | Razor & Tie                                | Coversong    |                                                                                     |
| Childhood III                                                         | „In the woods there is a bird …“                                                     | Arthur Rimbaud                                                    | Baptism                                                                                     | 1968                   | Vanguard Records                           | Sonstiges    | gesprochener Text übersetzt von Louise Varèse                                       |
| Children and all That Jazz                                            | „Little Annie Fannie …“                                                              | Joan Baez                                                         | Diamonds and Rust                                                                           | 1975                   | A&M Records                                | eigener Song |                                                                                     |
| Children of Darkness                                                  | „Oh, now is the time for your loving, dear …“                                        | Richard Farina                                                    | Joan                                                                                        | 1967                   | Vanguard Records                           | Coversong    |                                                                                     |
| Children of the Eighties                                              | „We’re the children of the eighties haven’t we grown …“                              | Joan Baez                                                         | For The Children of the Eighties                                                            | 1983                   | Ariola                                     | eigener Song | Erstmals als Single erschienen                                                      |
| China                                                                 | „In the month of May, in the glory of the day …“                                     | Joan Baez                                                         | Speaking of Dreams                                                                          | 1989                   | GoldCastle/Virgin Guardian Records         | eigener Song |                                                                                     |
| Christmas in Washington                                               | „It’s Christmas time in Washington …“                                                | Steve Earle                                                       | Dark Chords on a Big Guitar                                                                 | 2003                   | Koch Records                               | Coversong    |                                                                                     |
| Civil War                                                             | „I don’t know you to wear a hat …“                                                   | Joan Baez                                                         | Whistle Down the Wind                                                                       | 2018                   | Razor & Tie                                | eigener Song |                                                                                     |
| Colours                                                               | „Yellow is the color of my true love’s hair …“                                       | Donovan                                                           | Farewell, Angelina                                                                          | 1965                   | Vanguard Records                           | Coversong    |                                                                                     |
| Colours                                                               | „ …“                                                                                 | Evgeny Evtushenko                                                 | Baptism                                                                                     | 1968                   | Vanguard Records                           | Sonstiges    | gesprochener Text übersetzt von Peter Levi und Robin Miller-Gulland                 |
| Come All Ye Fair and Tender Maidens                                   | „Come all ye fair and tender maidens …“                                              | Traditional                                                       | Very Early Joan                                                                             | 1982                   | Vanguard Records                           | Coversong    |                                                                                     |
| Con Tres Heridas Viene                                                | „Llegó con tres heridas: …“                                                          | Miguel Hernández und Joan Manuel Serrat                           | En Chile                                                                                    |                        | Alerce                                     | Coversong    |                                                                                     |
| Copper Kettle                                                         | „Get you a copper kettle …“                                                          | Albert Frank Beddoe                                               | In Concert                                                                                  | 1962                   | Vanguard Records                           | Coversong    |                                                                                     |
| Coventry Carol                                                        | „Lully lulla, thou little tiny Child …“                                              | Traditional                                                       | Noël                                                                                        | 1966                   | Vanguard Records                           | Coversong    |                                                                                     |
| Crack in the Mirror                                                   | „You say you don’t remember …“                                                       | Betty Elders                                                      | Gone From Danger                                                                            | 1997                   | Guardian Records                           | Coversong    |                                                                                     |
| Cry Me a River                                                        | „Now you say you’re lonely you cried the long night through …“                       | Arthur Hamilton                                                   | Blowin’ Away                                                                                | 1977                   | Portrait                                   | Coversong    |                                                                                     |
| Cucurrucucú paloma                                                    | „Dicen que por las noches …“                                                         | Tomas Mendez                                                      | Gracias a la Vida                                                                           | 1974                   | A&M Records                                | Coversong    |                                                                                     |
| C’era un ragazzo che come me amava i Beatles e i Rolling Stones       | „Cera un ragazzo che come me …“                                                      | Franco Migliacci und Mauro Lusini                                 | Joan Baez in Italy                                                                          | 1969                   | Vanguard Records                           | Coversong    |                                                                                     |
| Daddy, You Been on my Mind                                            | „Perhaps it’s the colour of the sun cut flat …“                                      | Bob Dylan                                                         | Farewell, Angelina                                                                          | 1965                   | Vanguard Records                           | Coversong    |                                                                                     |
| Danger Waters                                                         | „And I holler why …“                                                                 | Traditional                                                       | In Concert                                                                                  | 1962                   | Vanguard Records                           | Coversong    |                                                                                     |
| Dark as a Dungeon                                                     | „Come and listen you fellows, so young and so fine …“                                | Merle Travis                                                      | Joan Baez in San Francisco                                                                  | 1964                   | Bear Family Records                        | Coversong    |                                                                                     |
| Day After Tomorrow                                                    | „I got your letter today …“                                                          | Kathleen Brennan und Tom Waits                                    | Day After Tomorrow                                                                          | 2008                   | Razor&Tie/Proper Records                   | Coversong    |                                                                                     |
| De Colores                                                            | „De colores, de colores se visten los campos en la primavera …“                      | Traditional                                                       | Gracias a la Vida                                                                           | 1974                   | A&M Records                                | Coversong    |                                                                                     |
| Dear Landlord                                                         | „Dear landlord, please don’t put a price on my soul …“                               | Bob Dylan                                                         | Any Day Now                                                                                 | 1968                   | Vanguard Records                           | Coversong    |                                                                                     |
| Deck the Halls                                                        | „Deck the halls with boughs of holly …“                                              | Traditional                                                       | Noël                                                                                        | 1966                   | Vanguard Records                           | Coversong    |                                                                                     |
| Deportee (Plane Wreck at Los Gatos)                                   | „The crops are all in and the peaches are rotting …“                                 | Woody Guthrie und Martin Hoffman                                  | Blessed Are…                                                                                | 1971                   | Vanguard Records                           | Coversong    |                                                                                     |
| Diamonds and Rust                                                     | „Well I’ll be damned …“                                                              | Joan Baez                                                         | Diamonds and Rust                                                                           | 1975                   | A&M Records                                | eigener Song |                                                                                     |
| Dida                                                                  | „On a wagon bound for market …“                                                      | Aaron Zeitlin und Sholom Secunda                                  | Gracias a la Vida                                                                           | 1974                   | A&M Records                                | eigener Song |                                                                                     |
| Dink’s Song                                                           | „If I had wings like Noah’s dove …“                                                  | John Lomax und Bess Lomax                                         | Bowery Songs                                                                                | 2005                   | Koch Records                               | Coversong    |                                                                                     |
| Do Right Woman, Do Right Man                                          | „Take me to heart …“                                                                 | Chips Moman und Dan Penn                                          | Carry it On - Original Sound Track Album                                                    | 1971                   | Vanguard Records                           | Coversong    |                                                                                     |
| Don’t Cry for Me Argentina                                            | „It won’t be easy, you’ll think it strange …“                                        | Andrew Lloyd Webber und Tim Rice                                  | European Tour                                                                               | 1980                   | Portrait/CBS                               | Coversong    |                                                                                     |
| Don’t Make Promises                                                   | „It seems the songs we’re singing …“                                                 | Tim Hardin                                                        | Ring Them Bells                                                                             | 1995                   | Guardian Records                           | Coversong    |                                                                                     |
| Don’t Think Twice It’s Alright                                        | „Well, it ain’t no use to sit and wonder why, babe …“                                | Bob Dylan                                                         | In Concert Part 2                                                                           | 1963                   | Vanguard Records                           | Coversong    |                                                                                     |
| Don’t Weep After Me                                                   | „When I’m dead and buried …“                                                         | Traditional                                                       | Folksingers ’Round Harvard Square                                                           | 1960                   | Veritas Records                            | Coversong    | mit Bill Wood und Ted Alevizos                                                      |
| Donna Donna                                                           | „On a wagon bound for market …“                                                      | Aaron Zeitlin und Sholom Secunda                                  | Joan Baez                                                                                   | 1960                   | Vanguard Records                           | Coversong    |                                                                                     |
| Down in Yon Forest                                                    | „Down in yon forest there stands a hall …“                                           | Traditional                                                       | Noël                                                                                        | 1966                   | Vanguard Records                           | Coversong    |                                                                                     |
| Drifter’s Escape                                                      | „Oh, help me in my weakness …“                                                       | Bob Dylan                                                         | Any Day Now                                                                                 | 1968                   | Vanguard Records                           | Coversong    |                                                                                     |
| Drug Store Truck Drivin’ Man                                          | „He’s a drug store truck drivin’ man …“                                              | Gram Parsons und Roger Mc Guinn                                   | Drug Store Truck Drivin’ Man / Joe Hill                                                     | 1970                   | Vanguard Records                           | Coversong    | Erstmals als Single erschienen                                                      |
| Prendre un enfant                                                     | „Prendre un enfant par la main …“                                                    | Yves Duteil                                                       | Live – Europe ’83                                                                           | 1984                   | Ariola                                     | Coversong    |                                                                                     |
| East Virginia                                                         | „I was born in East Virginia …“                                                      | Traditional                                                       | Joan Baez                                                                                   | 1960                   | Vanguard Records                           | Coversong    |                                                                                     |
| El Preso Numero Nueve                                                 | „El preso numero nueve ya lo van a confesar …“                                       | Hermanos Cantoral                                                 | Joan Baez                                                                                   | 1960                   | Vanguard Records                           | Coversong    |                                                                                     |
| El Rossinyol                                                          | „Rossinyol, que vas a França, rossinyol …“                                           | Traditional                                                       | Gracias a la Vida                                                                           | 1974                   | A&M Records                                | Coversong    |                                                                                     |
| El Salvador                                                           | „Now that the city is dreaming, viva the pale moonlight …“                           | Greg Copeland                                                     | Speaking of Dreams                                                                          | 1989                   | Guardian Records                           | Coversong    | gemeinsam mit Jackson Browne                                                        |
| Eleanor Rigby                                                         | „Ah, look at all the lonely people …“                                                | John Lennon und Paul McCartney                                    | Joan                                                                                        | 1967                   | Vanguard Records                           | Coversong    |                                                                                     |
| Ellas Danzan Solas (Cueca Sola)                                       | „¿Por que estan aquí, danzando solas? …“                                             | Roberto Livi und Gordon Sumner                                    | Diamonds and Rust in the Bullring                                                           | 1988                   | Guardian Records                           | Coversong    |                                                                                     |
| Elvis Presley Blues                                                   | „I was thinking that night about Elvis …“                                            | Gillian Welch und David Rawlings                                  | Dark Chords on a Big Guitar                                                                 | 2003                   | Koch Records                               | Coversong    |                                                                                     |
| Engine 143                                                            | „Along came the F15 the swiftest on the line …“                                      | Traditional                                                       | Joan Baez – Vol. 2                                                                          | 1961                   | Vanguard Records                           | Coversong    |                                                                                     |
| Epitaph for a Poet                                                    | „I have wrapped my dreams in a silken cloth …“                                       | Countee Cullen                                                    | Baptism                                                                                     | 1968                   | Vanguard Records                           | Sonstiges    | gesprochener Text                                                                   |
| Esquinazo del Guerrillero                                             | „Las cinco ya van a dar …“                                                           | Fernando Allegria und Rolando Alarcon                             | Gracias a la Vida                                                                           | 1974                   | A&M Records                                | Coversong    |                                                                                     |
| Every Night                                                           | „Every night when the sun goes down …“                                               | Joan Baez                                                         | Joan Baez in San Francisco                                                                  | 1964                   | Bear Family Records                        | eigener Song |                                                                                     |
| Evil                                                                  | „While the red spittle of the grape-shot sings …“                                    | Arthur Rimbaud                                                    | Baptism                                                                                     | 1968                   | Vanguard Records                           | Sonstiges    | gesprochener Text übersetzt von Norman Cameron                                      |
| Fairfax County                                                        | „Oh, once I loved an outlaw …“                                                       | David Massengill                                                  | Speaking of Dreams                                                                          | 1989                   | Guardian Records                           | Coversong    |                                                                                     |
| Famous Blue Raincoat                                                  | „It’s four in the morning, the end of December …“                                    | Leonard Cohen                                                     | Diamonds and Rust in the Bullring                                                           | 1988                   | Guardian Records                           | Coversong    |                                                                                     |
| Fare Thee Well (10.000 Miles)                                         | „Oh fare thee well, I must be gone …“                                                | Dave Gude                                                         | Joan Baez                                                                                   | 1960                   | Vanguard Records                           | Coversong    |                                                                                     |
| Farewell Angelina                                                     | „Farewell Angelina, the bells of the crown …“                                        | Bob Dylan                                                         | Farewell, Angelina                                                                          | 1965                   | Vanguard Records                           | Coversong    |                                                                                     |
| Farewell to This Day                                                  | „ …“                                                                                 | S. Kanedo                                                         | Farewell to This Day (Live) / Blowing in the Wind (Live)                                    | 1967                   | Vanguard Records                           | Coversong    | Erstmals als Single erschienen                                                      |
| February                                                              | „I threw your keys in the water, I looked back …“                                    | Dar Williams                                                      | Gone From Danger                                                                            | 1997                   | Guardian Records                           | Coversong    |                                                                                     |
| Fennario                                                              | „As we marched down to Fennario …“                                                   | Traditional                                                       | In Concert Part 2                                                                           | 1963                   | Vanguard Records                           | Coversong    |                                                                                     |
| Fifteen Months                                                        | „The cats are sleeping here in the autumn sun …“                                     | Joan Baez                                                         | Blessed Are…                                                                                | 1971                   | Vanguard Records                           | eigener Song |                                                                                     |
| Finlandia                                                             | „This is my song, O God of all the nations …“                                        | Joan Baez                                                         | Bowery Songs                                                                                | 2005                   | Koch Records                               | eigener Song |                                                                                     |
| Fishing                                                               | „Please have a seat. I’m sorry I’m late …“                                           | Richard Shindell                                                  | Gone From Danger                                                                            | 1997                   | Guardian Records                           | Coversong    |                                                                                     |
| For All we Know                                                       | „For all we know we may never meet again …“                                          | J. Fred Coots und Sam M. Lewis                                    | Honest Lullaby                                                                              | 1979                   | Portrait                                   | Coversong    |                                                                                     |
| For Sasha                                                             | „Here by my window in Germany …“                                                     | Joan Baez                                                         | Honest Lullaby                                                                              | 1979                   | Portrait                                   | eigener Song |                                                                                     |
| Forever Young                                                         | „May God bless and keep you always …“                                                | Bob Dylan                                                         | Forever Young                                                                               | 1974                   | A&M Records                                | Coversong    | Erstmals als Single erschienen                                                      |
| Fountain of Sorrow                                                    | „Looking through some photographs I found inside a drawer …“                         | Jackson Browne                                                    | Diamonds and Rust                                                                           | 1975                   | A&M Records                                | Coversong    |                                                                                     |
| Free at Last                                                          | „Free at last …“                                                                     | George Henry Jackson und Joan Baez                                | Honest Lullaby                                                                              | 1979                   | Portrait/CBS                               | eigener Song |                                                                                     |
| Freight Train                                                         | „Freight train, freight train going so fast …“                                       | Elizabeth Cotten                                                  | Very Early Joan                                                                             | 1982                   | Vanguard Records                           | Coversong    |                                                                                     |
| Gabriel and Me                                                        | „The grey quiet horse wears the reins of dawn …“                                     | Joan Baez                                                         | Blessed Are…                                                                                | 1971                   | Vanguard Records                           | eigener Song |                                                                                     |
| Gacela of the Dark Death                                              | „I want to sleep the dream of the apples …“                                          | Federico García Lorca                                             | Baptism                                                                                     | 1968                   | Vanguard Records                           | Sonstiges    | gesprochener Text übersetzt von J. L. Gili und Stephen Spender                      |
| Geordie                                                               | „As I walked over the London Bridge …“                                               | Traditional                                                       | In Concert                                                                                  | 1962                   | Vanguard Records                           | Coversong    |                                                                                     |
| Ghetto                                                                | „If you ever lived in a ghetto …“                                                    | Homer Banks, Bettye Crutcher und Bonnie Bramlett                  | Sweet Sir Galahad / Ghetto                                                                  | 1968                   | Vanguard Records                           | Coversong    | Erstmals als Single erschienen                                                      |
| Man of Constant Sorrow                                                | „Oh, I’m a man of constant sorrow …“                                                 | Traditional                                                       | Very Early Joan                                                                             | 1982                   | Vanguard Records                           | Coversong    |                                                                                     |
| Glad Bluebird of Happiness                                            | „I was walking down the road, not caring much where I was going …“                   | Darryl Skrabak                                                    | David’s Album                                                                               | 1969                   | Vanguard Records                           | Coversong    |                                                                                     |
| Go ’Way From My Window                                                | „Go away from my window …“                                                           | John Jacob Niles                                                  | 5                                                                                           | 1964                   | Vanguard Records                           | Coversong    |                                                                                     |
| God is God                                                            | „I believe in prophecy …“                                                            | Steve Earle                                                       | Day After Tomorrow                                                                          | 2008                   | Razor&Tie/Proper Records                   | Coversong    |                                                                                     |
| Good Christian Kings                                                  |                                                                                      | Traditional                                                       | Noël                                                                                        | 1966                   | Vanguard Records                           | Instrumental | Bonustrack der Wiederveröffentlichung                                               |
| Good King Wenceslas                                                   | „Good King Wenceslas looked out …“                                                   | Traditional                                                       | Noël                                                                                        | 1966                   | Vanguard Records                           | Coversong    |                                                                                     |
| Gospel Ship                                                           | „I have the news to bring …“                                                         | Herbert Buffum                                                    | In Concert                                                                                  | 1962                   | Vanguard Records                           | Coversong    |                                                                                     |
| Gracias a la Vida                                                     | „Gracias a la Vida que me ha dado tanto …“                                           | Violeta Parra                                                     | Gracias a la Vida                                                                           | 1974                   | A&M Records                                | Coversong    |                                                                                     |
| Green, Green Grass of Home                                            | „The old home town looks the same as I step down from the train …“                   | Curly Putman                                                      | David’s Album                                                                               | 1969                   | Vanguard Records                           | Coversong    |                                                                                     |
| Guantanamera                                                          | „Guantanamera, guajira Guantanamera …“                                               | Hector Angulo, Pete Seeger und Jose Marti                         | Gracias a la Vida                                                                           | 1974                   | A&M Records                                | Coversong    |                                                                                     |
| Gulf Winds                                                            | „It’s only when the high winds blow that I wish my hair was long …“                  | Joan Baez                                                         | Gulf Winds                                                                                  | 1976                   | A&M Records                                | eigener Song |                                                                                     |
| Hallowed be Thy Name                                                  | „I’m waiting in my cold cell, when the bell begins to chime …“                       | Traditional                                                       | Very Early Joan                                                                             | 1982                   | Vanguard Records                           | Coversong    |                                                                                     |
| Hand to Mouth                                                         | „Jimmy got nothing made himself a name …“                                            | George Michael                                                    | Speaking of Dreams                                                                          | 1989                   | Guardian Records                           | Coversong    |                                                                                     |
| Hard Times Come Again no More                                         | „Let us pause in life’s pleasures and count its many tears …“                        | Stephen Foster                                                    | 75th Birthday Celebration                                                                   | 2016                   | Razor & Tie                                | Coversong    |                                                                                     |
| He’s Fine, and we’re Fine, Too                                        | „ …“                                                                                 |                                                                   | Live at Woodstock                                                                           | 2019                   | Craft Recordings                           | Sonstiges    | gesprochener Text                                                                   |
| Heaven Help us All                                                    | „Heaven help the child who never had a home …“                                       | Ron Miller                                                        | Blessed Are…                                                                                | 1971                   | Vanguard Records                           | Coversong    |                                                                                     |
| Hello in There                                                        | „We had an apartment in the city …“                                                  | John Prine                                                        | Diamonds and Rust                                                                           | 1975                   | A&M Records                                | Coversong    |                                                                                     |
| Help me Make it Through the Night                                     | „Take the ribbon from my hair …“                                                     | Kris Kristofferson                                                | Blessed Are…                                                                                | 1971                   | Vanguard Records                           | Coversong    |                                                                                     |
| Henry Martin                                                          | „There were three brothers in merry Scotland …“                                      | Traditional                                                       | Joan Baez                                                                                   | 1960                   | Vanguard Records                           | Coversong    |                                                                                     |
| Henry Russell’s Last Words                                            | „Still alive but air is getting bad. Oh how I love you, Mary …“                      | Diana Jones                                                       | Day After Tomorrow                                                                          | 2008                   | Proper Records                             | Coversong    |                                                                                     |
| Here’s to You                                                         | „Here’s to you, Nicola and Bart …“                                                   | Joan Baez und Ennio Morricone                                     | Sacco e Vanzetti (Colonna Sonora Originale Del Film)                                        | 1971                   | RCA Original Cast                          | eigener Song |                                                                                     |
| Hickory Wind                                                          | „In South Carolina …“                                                                | Gram Parsons und Bob Buchanan                                     | David’s Album                                                                               | 1969                   | Vanguard Records                           | Coversong    |                                                                                     |
| Honest Lullaby                                                        | „Early early in the game …“                                                          | Joan Baez                                                         | Honest Lullaby                                                                              | 1979                   | Portrait                                   | eigener Song |                                                                                     |
| The House of the Rising Sun                                           | „There is a house in New Orleans …“                                                  | Traditional                                                       | Joan Baez                                                                                   | 1960                   | Vanguard Records                           | Coversong    |                                                                                     |
| How Can I Miss You                                                    | „I talked to your mother and I talked to your dad …“                                 | Daniel Hicks                                                      | David’s Album                                                                               | 2005                   | David’s Album                              | Coversong    | Bonustrack der Wiederveröffentlichung                                               |
| Hush Little Baby                                                      | „Hush, little baby, don’t say a word …“                                              | Lee Hays, Pete Seeger, Fred Hellerman und Ronnie Gilbert          | Pretty Boy Floyd                                                                            | 1962                   | Fontana Records                            | Coversong    | Erstmals als EP erschienen                                                          |
| I am a Wanderer                                                       | „I am a wanderer, feet on the ground …“                                              | Steve Earle                                                       | Day After Tomorrow                                                                          | 2008                   | Proper Records                             | Coversong    |                                                                                     |
| I Comandamenti Dell’Amore                                             | „ …“                                                                                 | Luciano Beretta und Roberto Livraghi                              | C’era un ragazzo che come me amava i Beatles e i Rolling Stones / I Comandamenti Dell’Amore | 1970                   | Vanguard Records                           | Coversong    | Erstmals als Single erschienen                                                      |
| I Dream of Jeannie–Danny Boy                                          | „I dream of Jeannie with the light brown hair …“                                     | Fred Weatherly und Stephen Foster                                 | Diamonds and Rust                                                                           | 1975                   | A&M Records                                | Coversong    |                                                                                     |
| I Dreamed I Saw St. Augustine                                         | „I dreamed I saw St. Augustine alive as you our me …“                                | Bob Dylan                                                         | Any Day Now                                                                                 | 1968                   | Vanguard Records                           | Coversong    |                                                                                     |
| I Gave My Love a Cherry                                               | „I gave my love a cherry which had no stone …“                                       | Joan Baez                                                         | Joan Baez in San Francisco                                                                  | 1964                   | Bear Family Records                        | eigener Song |                                                                                     |
| I Know You Rider                                                      | „Well I know you rider, gonna miss me when I’m gone …“                               | Jorma Kaukonen                                                    | Joan Baez                                                                                   | 2001                   | Vanguard Records                           | Coversong    | Bonustrack der Wiederveröffentlichung                                               |
| I Live One Day at a Time                                              | „I live One Day at a Time …“                                                         | Willie Nelson                                                     | One Day at a Time                                                                           | 1970                   | Vanguard Records                           | Coversong    |                                                                                     |
| I Never Will Marry                                                    | „Some say that love is a gentle thing …“                                             | Traditional                                                       | How Sweet the Sound                                                                         | 2009                   | Razor & Tie                                | Coversong    |                                                                                     |
| I Once Loved a Boy                                                    | „I once loved a boy, and the bold brown-haired boy …“                                |                                                                   | Joan Baez, Vol. 2                                                                           | 2001                   | Vanguard Records                           |              | Bonustrack der Wiederveröffentlichung                                               |
| I Pity the Poor Immigrant                                             | „I pity the poor immigrant who wishes he would have stayed home …“                   | Bob Dylan                                                         | Any Day Now                                                                                 | 1968                   | Vanguard Records                           | Coversong    |                                                                                     |
| I Saw the Vision of Armies                                            | „I saw the vision of armies …“                                                       | Walt Whitman                                                      | Baptism                                                                                     | 1968                   | Vanguard Records                           | Sonstiges    | gesprochenes Text                                                                   |
| I Shall be Released                                                   | „They say ev’rything can be replaced …“                                              | Bob Dylan                                                         | Any Day Now                                                                                 | 1968                   | Vanguard Records                           | Coversong    |                                                                                     |
| I Still Miss Someone                                                  | „At my door the leaves are falling …“                                                | Johnny Cash und Roy Cash                                          | 5                                                                                           | 1964                   | Vanguard Records                           | Coversong    |                                                                                     |
| I think it’s amazing that you people are still awake                  | „ …“                                                                                 | Joan Baez                                                         | Live At Woodstock                                                                           | 2019                   | Craft Recordings                           | Sonstiges    | gesprochener Text                                                                   |
| I Wish the Wars were all Over                                         | „Down by deep water where sweet linden stand …“                                      | Joan Baez                                                         | Whistle Down the Wind                                                                       | 2018                   | Razor & Tie                                | eigener Song |                                                                                     |
| I Wonder as I Wander                                                  | „I wonder as I wander out under the sky …“                                           | John Jacob Niles                                                  | Noël                                                                                        | 1966                   | Vanguard Records                           | Coversong    |                                                                                     |
| I’m Blowin’ Away                                                      | „I’ve been romanced, dined and danced …“                                             | Eric Kaz                                                          | Blowin’ Away                                                                                | 1977                   | Portrait/CBS                               | Coversong    |                                                                                     |
| I’m With You                                                          | „So it’s time to set you free …“                                                     | Joan Baez, Patricia Karen Price, Kenny Greenberg und Wally Wilson | Play me Backwards                                                                           | 1992                   | Virgin Records                             | eigener Song |                                                                                     |
| I’m With You (Reprise)                                                | „So it’s time to set you free …“                                                     | Joan Baez, Patricia Karen Price, Kenny Greenberg und Wally Wilson | Play me Backwards                                                                           | 1992                   | Virgin Records                             | eigener Song |                                                                                     |
| Idols and Heroes                                                      | „There are really two kinds of public figures …“                                     | David Harris                                                      | Carry it On - Original Sound Track Album                                                    | 1971                   | Vanguard Records                           | Sonstiges    |                                                                                     |
| If I Knew                                                             | „If I knew where the wild dove flew …“                                               | Nina Duschek und Pauline Marden                                   | David’s Album                                                                               | 1969                   | Vanguard Records                           | Coversong    | Songtext von Nina Dusheck                                                           |
| If I Were a Carpenter                                                 | „If you were a carpenter, and I were a lady …“                                       | Tim Hardin                                                        | Joan                                                                                        | 1967                   | Vanguard Records                           | Coversong    |                                                                                     |
| If I Wrote You                                                        | „I never thought you were the letter writing type …“                                 | Dar Williams                                                      | Gone From Danger                                                                            | 1997                   | Guardian Records                           | Coversong    |                                                                                     |
| Imagine                                                               | „Imagine there’s no heaven …“                                                        | John Lennon                                                       | Come From the Shadows                                                                       | 1972                   | A&M Records                                | Coversong    |                                                                                     |
| In Forty Days                                                         | „Yessee, Yessee. Uh, huh. I will do that …“                                          | Joan Baez und David Harris                                        | Carry It On - Original Sound Track Album                                                    | 1971                   | Vanguard Records                           | Sonstiges    |                                                                                     |
| In Guernica                                                           | „In Guernica the dead children were layed out in order on the sidewalk …“            | Norman Rosten                                                     | Baptism                                                                                     | 1968                   | Vanguard Records                           | Sonstiges    | Gesprochener Text                                                                   |
| In My Time Of Need                                                    | „Will you comfort me in my time of need? …“                                          | Ryan Adams                                                        | Dark Chords on a Big Guitar                                                                 | 2003                   | Koch Records                               | Coversong    |                                                                                     |
| In the Quiet Morning (For Janis Joplin)                               | „In the quiet morning …“                                                             | Mimi Fariña                                                       | Come From the Shadows                                                                       | 1972                   | A&M Records                                | Coversong    |                                                                                     |
| Isaac and Abraham                                                     | „Hard times, hard times in Canaan land …“                                            | Wally Wilson, Kenny Greenberg und Joan Baez                       | Play me Backwards                                                                           | 1992                   | Virgin Records                             | eigener Song |                                                                                     |
| Island in the Sun                                                     | „This is my island in the sun …“                                                     | Harry Belafonte und Irving Burgie                                 | Joan Baez in San Francisco                                                                  | 1964                   | Bear Family Records                        | Coversong    |                                                                                     |
| It Ain’t Me Babe                                                      | „Go away from my window, leave at your own chosen speed …“                           | Bob Dylan                                                         | 5                                                                                           | 1964                   | Vanguard Records                           | Coversong    |                                                                                     |
| It’s All Over Now, Baby Blue                                          | „You must leave now, take what you need, you think will last …“                      | Bob Dylan                                                         | Farewell, Angelina                                                                          | 1965                   | Vanguard Records                           | Coversong    |                                                                                     |
| Jackaroe                                                              | „There was a wealthy merchant, in London he did dwell …“                             | Joan Baez, Jerry Garcia und Mickey Hart                           | In Concert Part 2                                                                           | 1963                   | Vanguard Records                           | eigener Song |                                                                                     |
| James and the Gang                                                    | „Can you find another star to dream on …“                                            | Joan Baez                                                         | Recently                                                                                    | 1987                   | Gold Castle/Virgin                         | eigener Song |                                                                                     |
| Jari Yahamouda                                                        | „Jari ya hamouda… hamouuda …“                                                        | Ahmed Hamza                                                       | European Tour                                                                               | 1980                   | Portrait/CBS                               | Coversong    |                                                                                     |
| Jericho Road                                                          | „I was walkin’ …“                                                                    | Steve Earle                                                       | Day After Tomorrow                                                                          | 2008                   | Proper Records                             | Coversong    |                                                                                     |
| Jerusalem                                                             | „I woke up this mornin’ and none of the news was good …“                             |                                                                   | Bowery Songs                                                                                | 2005                   | Koch Records                               |              |                                                                                     |
| Jesse                                                                 | „Jesse come home, there’s a hole in the bed …“                                       | Janis Ian                                                         | Diamonds and Rust                                                                           | 1975                   | A&M Records                                | Coversong    |                                                                                     |
| Jimmy Brown                                                           | „I sell the morning papers sir …“                                                    | Traditional                                                       | Rare, Live & Classic                                                                        | 1993                   | Vanguard Records                           | eigener Song |                                                                                     |
| Joe Hill                                                              | „I dreamed I saw Joe Hill last night, alive as you and me …“                         | Alfred Hayes und iEarl Robinson                                   | One Day at a Time                                                                           | 1970                   | Vanguard Records                           | Coversong    |                                                                                     |
| John Riley                                                            | „Fair young maid all in a garden …“                                                  | Bob Gibson und Ricky Neff                                         | Joan Baez                                                                                   | 1960                   | Vanguard Records                           | Coversong    |                                                                                     |
| Johnny Cuckoo                                                         | „Here comes one Johnny cuckoo …“                                                     | Bessie Jones                                                      | Very Early Joan                                                                             | 1982                   | Vanguard Records                           | Coversong    |                                                                                     |
| Johnny, I Hardly Knew Yeh                                             | „While on the road to sweet Athy …“                                                  | Traditional                                                       | Where’s My Apple Pie?                                                                       | 1974                   | A&M Records                                | Coversong    |                                                                                     |
| Jolie Blonde                                                          |                                                                                      | Traditional                                                       | One Day at a Time                                                                           | 1970                   | Vanguard Records                           | Instrumental |                                                                                     |
| Just A Closer Walk With Thee                                          | „I am weak, but Thou art strong …“                                                   | Traditional                                                       | David’s Album                                                                               | 1969                   | Vanguard Records                           | Coversong    |                                                                                     |
| Kinder                                                                | „Sind so kleine Hände …“                                                             | Bettina Wegner                                                    | Kinder                                                                                      | 1980                   | Portrait                                   | Coversong    | Zuerst auf Single erschienen                                                        |
| King’s Highway                                                        | „I might just change my mind …“                                                      | Joe Henry                                                         | Dark Chords on a Big Guitar                                                                 | 2003                   | Koch Records                               | Coversong    |                                                                                     |
| Kingdom of Childhood                                                  | „The ship that sails the seven seas …“                                               | Joan Baez                                                         | Gulf Winds                                                                                  | 1976                   | A&M Records                                | eigener Song |                                                                                     |
| Kiss Me                                                               | „ …“                                                                                 | Georges Delerue                                                   | The Crimes of Cain                                                                          | 1988                   | Virgin Records                             | Coversong    |                                                                                     |
| Kitty                                                                 | „Out in the wide world Kitty, pretty Kitty …“                                        | Traditional                                                       | Folksingers ’Round Harvard Square                                                           | 1960                   | Veritas Records                            | Coversong    | mit Bill Wood                                                                       |
| Kumbaya                                                               | „Kumbaya, my Lord, Kumbaya …“                                                        | Traditional                                                       | In Concert                                                                                  | 1962                   | Vanguard Records                           | Coversong    |                                                                                     |
| La Ballata di Sacco e Vanzetti (I Parte)                              | „Sì Padre, son carcerato …“                                                          | Joan Baez und Ennio Morricone                                     | Sacco e Vanzetti (Colonna Sonora Originale Del Film)                                        | 1971                   | RCA Original Cast                          | eigener Song |                                                                                     |
| La Ballata Di Sacco e Vanzetti (II Parte)                             | „ …“                                                                                 | Joan Baez und Ennio Morricone                                     | Sacco e Vanzetti (Colonna Sonora Originale Del Film)                                        | 1971                   | RCA Original Cast                          | eigener Song |                                                                                     |
| La Ballata Di Sacco e Vanzetti (III Parte)                            | „ …“                                                                                 | Joan Baez und Ennio Morricone                                     | Sacco e Vanzetti (Colonna Sonora Originale Del Film)                                        | 1971                   | RCA Original Cast                          | eigener Song |                                                                                     |
| La Bamba                                                              | „Para bailar la bamba …“                                                             | Traditional                                                       | Joan Baez in San Francisco                                                                  | 1964                   | Bear Family Records                        | Coversong    |                                                                                     |
| La Colombe (The Dove)                                                 | „Why all these bugles cry …“                                                         | Jacques Brel und Alasdair Clayre                                  | Joan                                                                                        | 1967                   | Vanguard Records                           | Coversong    |                                                                                     |
| La Llorona                                                            | „Todos me dicen el negro, llorona …“                                                 | Traditional                                                       | Gracias a la Vida                                                                           | 1974                   | A&M Records                                | Coversong    |                                                                                     |
| La noche que tomaron Dixie                                            | „ …“                                                                                 | Robbie Robertson                                                  | Maria Dolores. Joan Baez Canta En Español.                                                  | 1971                   | Hispavox                                   | Coversong    |                                                                                     |
| Lady Di and I                                                         | „Wake me with kisses in the afternoon …“                                             | Joan Baez                                                         | Live – Europe ’83                                                                           | 1984                   | Ariola                                     | eigener Song |                                                                                     |
| Lady Gay                                                              | „There was a lady and a lady gay …“                                                  |                                                                   | Very Early Joan                                                                             | 1982                   | Vanguard Records                           |              |                                                                                     |
| Lady Mary                                                             | „He came from his palace grand …“                                                    |                                                                   | In Concert                                                                                  | 1962                   | Vanguard Records                           |              |                                                                                     |
| Land of a Thousand Dances                                             | „One, two, three! …“                                                                 | Chris Kenner und Antoine Domino                                   | Live – Europe ’83                                                                           | 1984                   | Ariola                                     | Coversong    |                                                                                     |
| Las Madres Cansadas                                                   | „ …“                                                                                 | Joan Baez                                                         | Gracias a la Vida                                                                           | 1974                   | A&M Records                                | eigener Song |                                                                                     |
| Last Leaf                                                             | „I’m the last leaf on the tree …“                                                    | Kathleen Brennan und Tom Waits                                    | Whistle Down the Wind                                                                       | 2018                   | Razor & Tie                                | Coversong    |                                                                                     |
| Last Night I had the Strangest Dream                                  | „Last night I had the strangest dream …“                                             | Ed McCurdy                                                        | Very Early Joan                                                                             | 1982                   | Vanguard Records                           | Coversong    |                                                                                     |
| Last, Lonely and Wretched                                             | „You’re tired and you’re poor …“w                                                    | Joan Baez                                                         | Blessed Are…                                                                                | 1971                   | Vanguard Records                           | eigener Song |                                                                                     |
| Legend of the Girl Child Linda                                        | „I will bring you gold apples and grapes made of rubies …“                           | Donovan                                                           | Save the Children                                                                           | 1967                   | Women Strike for Peace                     | Coversong    | zusammen mit Judy Collins und Mimi Fariña                                           |
| Less Than the Song                                                    | „I am less than the song I am singing …“                                             | Hoyt Axton                                                        | Where Are You Now, My Son?                                                                  | 1973                   | A&M Records                                | Coversong    |                                                                                     |
| Let It Be                                                             | „When I find myself in times of trouble …“                                           | John Lennon und Paul McCartney                                    | Blessed Are…                                                                                | 1971                   | Vanguard Records                           | Coversong    |                                                                                     |
| Let us Break Bread Together/Oh, Freedom                               | „Let us break bread together on our knees, (on our knees) …“                         | Traditional                                                       | Recently                                                                                    | 1987                   | Gold Castle Records/Virgin                 | Coversong    |                                                                                     |
| Let Your Love Flow                                                    | „There’s a reason for the sunshine sky …“                                            | Larry Williams                                                    | Honest Lullaby                                                                              | 1979                   | Portrait/CBS                               | Coversong    |                                                                                     |
| Life is Sacred                                                        | „The fact is that I’ll spend three years of time in jai …“                           | David Harris                                                      | Carry it On - Original Sound Track Album                                                    | 1971                   | Vanguard Records                           | Sonstiges    |                                                                                     |
| Light a Light                                                         | „I hear your voice in ev’ry corridor …“                                              | Janis Ian                                                         | Honest Lullaby                                                                              | 1979                   | Portrait/CBS                               | Coversong    |                                                                                     |
| Lily                                                                  | „Lily lived in a farmhouse at the edge of town …“                                    | Sharon Vaughn, Wally Wilson, Joan Baez, Kenny Greenberg           | Gone From Danger                                                                            | 1997                   | Guardian Records                           | eigener Song |                                                                                     |
| Lily Of The West                                                      | „When first I came to Louisville …“                                                  | Cecil Sharp                                                       | Joan Baez – Vol. 2                                                                          | 1961                   | Vanguard Records                           | Coversong    |                                                                                     |
| Lily, Rosemary and the Jack of Hearts                                 | „The festival was over …“                                                            | Bob Dylan                                                         | From Every Stage                                                                            | 1976                   | A&M Records                                | Coversong    |                                                                                     |
| Lincoln Freed me Today (The Slave)                                    | „Been a slave most all my life …“                                                    | David Patton                                                      | Blessed Are…                                                                                | 1971                   | Vanguard Records                           | Coversong    |                                                                                     |
| Little Darlin’                                                        | „Little darlin’, little darlin’ …“                                                   | Maurice Williams                                                  | Very Early Joan                                                                             | 1982                   | Vanguard Records                           | Coversong    |                                                                                     |
| Little Moses                                                          | „Away by the waters so blue …“                                                       | A. P. Carter                                                      | Joan Baez                                                                                   | 1960                   | Vanguard Records                           | Coversong    |                                                                                     |
| Llegó con tres heridas                                                | „Llegó con tres heridas: …“                                                          | Miguel Hernández (Text), Joan Manuel Serrat (Musik)               | Gracias a la Vida                                                                           | 1974                   | A&M Records                                | Coversong    |                                                                                     |
| London                                                                | „I wander through each chartered street …“                                           | William Blake                                                     | Baptism                                                                                     | 1968                   | Vanguard Records                           | Sonstiges    | gesprochener Text vom William Blake; veröffentlicht 1794 in ’’Songs of Experience’’ |
| Lonesome Road                                                         | „Look up and down that lonesome road …“                                              | Traditional                                                       | Joan Baez – Vol. 2                                                                          | 1961                   | Vanguard Records                           | Coversong    |                                                                                     |
| Lonesome Valley                                                       | „You gotta walk that lonesome valley …“                                              | Traditional                                                       | Very Early Joan                                                                             | 1982                   | Vanguard Records                           | Coversong    | Duett mit Pete Seeger                                                               |
| Long Bed from Kenya                                                   | „Highway 40 roll on by …“                                                            | Betty Elders                                                      | Gone From Danger: Collectors Edition                                                        | 2007                   | Razor & Tie                                | Coversong    |                                                                                     |
| Long Black Veil                                                       | „Ten years ago on a cold dark night …“                                               | Marijohn Wilkin und Danny Dill                                    | In Concert Part 2                                                                           | 1963                   | Vanguard Records                           | Coversong    |                                                                                     |
| Longest Train I Ever Saw                                              | „The longest train I ever did see …“                                                 | Traditional                                                       | Joan Baez, Vol. 2                                                                           | 2001                   | Vanguard Records                           | Coversong    | Bonustrack der Wiederveröffentlichung                                               |
| Los Hijos De Los 80                                                   | „ …“                                                                                 | Joan Baez                                                         | En Chile                                                                                    |                        | Alerce                                     | eigener Song |                                                                                     |
| Love is Just a Four-Letter Word                                       | „Seems like only yesterday I left my mind behind …“                                  | Bob Dylan                                                         | Any Day Now                                                                                 | 1968                   | Vanguard Records                           | Coversong    |                                                                                     |
| Love Minus Zero/No Limit                                              | „My love she speaks like silence …“                                                  | Bob Dylan                                                         | Any Day Now                                                                                 | 1968                   | Vanguard Records                           | Coversong    |                                                                                     |
| Love Song to a Stranger                                               | „How long since I’ve spent a whole night in a twin bed with a stranger …“            | Joan Baez                                                         | Come From the Shadows                                                                       | 1972                   | A&M Records                                | eigener Song |                                                                                     |
| Love Song to a Stranger, Part II                                      | „They brought me a beautiful basket of fruit …“                                      | Joan Baez                                                         | Please Come To Boston                                                                       | 1976                   | A&M Records                                | eigener Song | Zuerst auf Single erschienen                                                        |
| Lowlands                                                              | „We sailed out of Dunmore Michelmas gone by …“                                       | Traditional                                                       | Folksingers ’Round Harvard Square                                                           | 1960                   | Veritas Records                            | Coversong    |                                                                                     |
| Luba, The Baroness                                                    | „Luba, it was only the finest wine …“                                                | Joan Baez                                                         | Blowin’ Away                                                                                | 1977                   | Portrait                                   | eigener Song |                                                                                     |
| Mama Tried                                                            | „The first thing I remember knowing …“                                               | Merle Haggard                                                     | One Day at a Time                                                                           | 2005                   | Vanguard Records                           | Coversong    | Bonustrack der Wiederveröffentlichung                                               |
| Man Smart, Woman Smarter                                              | „Let us put men and women together …“                                                | Norman Span, D. L. Miller, F. Kuhn und Charles Harris             | Joan Baez in San Francisco                                                                  | 1964                   | Bear Family Records                        | Coversong    |                                                                                     |
| Manha de Carnaval                                                     | „Manhã tão bonita manhã …“                                                           | Luiz Bonfã / Antonio De Maria                                     | In Concert Part 2                                                                           | 1963                   | Vanguard Records                           | Coversong    | Erschien bereits 1962 auf der EP Pretty Boy Floyd bei Fontana Records               |
| Many a Mile to Freedom                                                | „Many a mile to freedom, many a smile to tell …“                                     | Steve Winwood und Anna Capaldi                                    | Blowin’ Away                                                                                | 1977                   | Portrait                                   | Coversong    |                                                                                     |
| Maria Dolores                                                         | „Dioste ha dado la gracia del cielo Maria Dolores …“                                 | Fernando García Morcillo und Jacobo Morcillo                      | Blessed Are…                                                                                | 1971                   | Vanguard Records                           | Coversong    |                                                                                     |
| Marie Flore                                                           | „Marie, Marie Flore was a small girl of ten …“                                       | Joan Baez                                                         | Blessed Are…                                                                                | 1971                   | Vanguard Records                           | eigener Song |                                                                                     |
| Mary                                                                  | „Mary you’re covered in roses, you’re covered in ashes …“                            | Patty Griffin                                                     | Day After Tomorrow                                                                          | 2008                   | Proper Records                             | Coversong    |                                                                                     |
| Mary Call                                                             | „Mary call, Mary call you never stumble, you never fall …“                           | Mimi Farina                                                       | Where Are You Now, My Son?                                                                  | 1973                   | A&M Records                                | Coversong    |                                                                                     |
| Mary Hamilton                                                         | „Word is to the kitchen gone, and word is to the Hall …“                             | Joan Baez                                                         | Joan Baez                                                                                   | 1960                   | Vanguard Records                           | eigener Song |                                                                                     |
| Mary’s Wandering                                                      | „Once Mary would go wandering …“                                                     | Traditional                                                       | Noël                                                                                        | 1966                   | Vanguard Records                           | Coversong    |                                                                                     |
| Matty Groves                                                          | „A holiday, a holiday, and the first one of the year …“                              | Traditional                                                       | In Concert                                                                                  | 1962                   | Vanguard Records                           | Coversong    |                                                                                     |
| Me and Bobby McGee                                                    | „Busted flat in Baton Rouge, waitin’ for a train …“                                  | Kris Kristofferson und Fred Forster                               | Live – Europe ’83                                                                           | 1984                   | Ariola                                     | Coversong    |                                                                                     |
| Medley: I Dream of Jeannie/Danny Boy                                  | „I dream of Jeannie with the light brown hair …“                                     | Fred Weatherly, Stephan Foster                                    | Diamonds and Rust                                                                           | 1975                   | A&M Records                                | Coversong    |                                                                                     |
| Mercy Bound                                                           | „Late last night I awoke in a dream …“                                               | Mark Addison                                                      | Gone From Danger                                                                            | 1997                   | Guardian Records                           | Coversong    |                                                                                     |
| Michael                                                               | „In the time spent in the foggy dew …“                                               | Joan Baez                                                         | Joan Baez In Concert-172                                                                    | 1979                   | BBC Transcription Services                 | eigener Song |                                                                                     |
| Milanese Waltz                                                        | „Marie, Marie Flore was a small girl of ten whom I met in the south end of France …“ | Joan Baez                                                         | Blessed Are…                                                                                | 1971                   | Vanguard Records                           | eigener Song |                                                                                     |
| Minister of War                                                       | „Minister of War, we are the king’s claws and fangs …“                               | Arthur Waley und Peter Schickele                                  | Baptism                                                                                     | 1968                   | Vanguard Records                           | Sonstiges    | gesprochener Text, übersetzt aus dem Chinesischen von Arthur Waley                  |
| Miracles                                                              | „Miracles keep happening …“                                                          | Joan Baez                                                         | Blowin’ Away                                                                                | 1977                   | Portrait/CBS                               | eigener Song |                                                                                     |
| MLK                                                                   | „Sleep, sleep tonight …“                                                             | Adam Clayton, Dave Evans, Larry Mullen und Paul Hewson            | Recently                                                                                    | 1987                   | Gold Castle/Virgin                         | Coversong    |                                                                                     |
| Money for Floods                                                      | „My name is Eliza, I live by the river …“                                            | Richard Shindell                                                  | Gone From Danger                                                                            | 1997                   | Guardian Records                           | Coversong    |                                                                                     |
| Motherland                                                            | „Where in the hell can you go …“                                                     | Natalie Merchant                                                  | Dark Chords on a Big Guitar                                                                 | 2003                   | Koch Records                               | Coversong    |                                                                                     |
| My Good Old Man                                                       | „Where are you goin’, my good, old man? …“                                           | Traditional                                                       | Very Early Joan                                                                             | 1982                   | Vanguard Records                           | Coversong    |                                                                                     |
| My Home’s Across the Blue Ridge Mountains                             | „I’m a gonna leave here Monday morning …“                                            | Thomas Ashley                                                     | David’s Album                                                                               | 1969                   | Vanguard Records                           | Coversong    |                                                                                     |
| My Lord What a Morning                                                | „My Lord, what a morning! …“                                                         | Traditional                                                       | In Concert                                                                                  | 2002                   | Vanguard Records                           | Coversong    | Bonustrack der Wiederveröffentlichung                                               |
| Mystic Numbers: 36. Wedding Song                                      | „ …“                                                                                 | Henry Treece                                                      | Baptism                                                                                     | 2003                   | Vanguard Records                           | Sonstiges    | gesprochener Text Bonustrack der Wiederveröffentlichung                             |
| Myths                                                                 | „A myth has just been shattered …“                                                   | Joan Baez                                                         | Come From The Shadows                                                                       | 1972                   | A&M Records                                | eigener Song |                                                                                     |
| Natalia                                                               | „Weaver of words …“                                                                  | G.T. Moore, Roy Apps und Shusha                                   | From Every Stage                                                                            | 1976                   | A&M Records                                | Coversong    |                                                                                     |
| Never Dreamed You’d Leave in Summer                                   | „I never dreamed you’d leave in summer …“                                            | Stevie Wonder und Syreeta Wright                                  | Diamonds and Rust                                                                           | 1975                   | A&M Records                                | Coversong    |                                                                                     |
| Never Let me Go (Honey Love)                                          | „Just let me love you tonight …“                                                     | Johnny Ace                                                        | Joan Baez In Concert-172                                                                    | 1978                   | BBC Transcription Services                 | Coversong    |                                                                                     |
| No Expectations                                                       | „Take me to the station …“                                                           | Mick Jagger und Keith Richard                                     | One Day at a Time                                                                           | 1970                   | Vanguard Records                           | Coversong    |                                                                                     |
| No Llores Por Mi Argentina                                            | „ …“                                                                                 | Andrew Lloyd Webber und Tim Rice                                  | En Chile                                                                                    |                        | Alerce                                     | Coversong    | spanische Fassung von Don’t Cry For Me Argentina                                    |
| No Man is an Island                                                   | „No man is an island, no man stands alone …“                                         | John Donne und Peter Schickele                                    | Baptism                                                                                     | 1968                   | Vanguard Records                           | Sonstiges    | gesprochener Text                                                                   |
| No Mermaid                                                            | „We went down to the edge of the water …“                                            | Sinead Lohan                                                      | Gone From Danger                                                                            | 1997                   | Guardian Records                           | Coversong    |                                                                                     |
| No nos moverán                                                        | „Sube a nacer conmigo, hermano …“                                                    | Traditional                                                       | Gracias a la Vida                                                                           | 1974                   | A&M Records                                | Coversong    |                                                                                     |
| No Woman No Cry                                                       | „No woman no cry, no woman no cry …“t                                                | Vincent Ford                                                      | Honest Lullaby                                                                              | 1979                   | Portrait                                   | Coversong    |                                                                                     |
| North                                                                 | „Where icicles hung the blossoms swing …“                                            | Joan Baez und Nina Dusheck                                        | Joan                                                                                        | 1967                   | Vanguard Records                           | eigener Song | Songtext von Nina Dusheck                                                           |
| North Country Blues                                                   | „Come gather ’round friends …“                                                       | Bob Dylan                                                         | Any Day Now                                                                                 | 1968                   | Vanguard Records                           | Coversong    |                                                                                     |
| O Brother!                                                            | „You’ve got eyes like Jesus …“                                                       | Joan Baez                                                         | Gulf Winds                                                                                  | 1976                   | A&M Records                                | eigener Song |                                                                                     |
| O Come, O Come, Emmanuel                                              | „Oh, Come, Oh, Come Emmanuel …“                                                      | Traditional                                                       | Noël                                                                                        | 1966                   | Vanguard Records                           | Coversong    |                                                                                     |
| O What A Beautiful City                                               | „Oh, what a beautiful city …“                                                        | Traditional                                                       | Folksingers ’Round Harvard Square                                                           | 1960                   | Veritas Records                            | Coversong    |                                                                                     |
| O’Cangaceiro                                                          | „Olé, lace-maker woman …“                                                            | Alfredo Ricardo Do Nascimento                                     | 5                                                                                           | 1964                   | Vanguard Records                           | Coversong    |                                                                                     |
| Of the Dark Past                                                      | „Of the dark past a child is born …“                                                 | James Joyce und Peter Schickele                                   | Baptism                                                                                     | 1968                   | Vanguard Records                           | Coversong    |                                                                                     |
| Oh Happy Day                                                          | „Oh happy day …“                                                                     | Edwin Hawkins                                                     | Carry It On - Original Sound Track Album                                                    | 1971                   | Vanguard Records                           | Coversong    |                                                                                     |
| Oh, Freedom                                                           | „Oh freedom, oh freedom, oh freedom over me …“                                       | Traditional                                                       | Joan Baez in San Francisco                                                                  | 1964                   | Bear Family Records                        | Coversong    |                                                                                     |
| Oh, Freedom – Ain’t Gonna Let Nobody Turn me Around (+ Mavis Staples) | „Oh freedom, oh freedom, oh freedom over me …“                                       | Traditional                                                       | 75th Birthday Celebration                                                                   | 2016                   | Razor & Tie                                | Coversong    |                                                                                     |
| Oh, Had I a Golden Thread                                             | „Oh, had I a golden thread …“                                                        | Pete Seeger                                                       | Joan                                                                                        | 2003                   | Vanguard Records                           | Coversong    | Bonustrack der Wiederveröffentlichung                                               |
| Oh, Little Child                                                      | „Oh, little child, see how the flower …“                                             | Henry Treece und Peter Schickele                                  | Baptism                                                                                     | 1968                   | Vanguard Records                           | Coversong    |                                                                                     |
| Old Blue                                                              | „Well, I had an old dog and his name was Blue …“                                     | Traditional                                                       | Joan Baez – Vol. 2                                                                          | 1961                   | Vanguard Records                           | Coversong    |                                                                                     |
| Old Welsh Song                                                        | „I take with me where I go a pen and a golden bowl …“                                | Henry Treece und Peter Schickele                                  | Baptism                                                                                     | 1968                   | Vanguard Records                           | Coversong    |                                                                                     |
| Banks of the Ohio                                                     | „I asked my love to take a walk …“                                                   | Traditional                                                       | Folksingers ’Round Harvard Square                                                           | 1960                   | Veritas Records                            | Coversong    |                                                                                     |
| Once I had a Sweetheart                                               | „Once I had sweetheart, and now I have none …“                                       | Traditional                                                       | In Concert Part 2                                                                           | 1963                   | Vanguard Records                           | Coversong    |                                                                                     |
| Once I Knew a Pretty Girl                                             | „Once I knew a pretty girl …“                                                        | Traditional                                                       | Joan Baez – Vol. 2                                                                          | 1961                   | Vanguard Records                           | Coversong    |                                                                                     |
| One Day at a Time                                                     | „I live one day at a time …“                                                         | Willie Nelson                                                     | One Day at a Time                                                                           | 1969                   | Vanguard Records                           | Coversong    |                                                                                     |
| One Too Many Mornings                                                 | „Down the street the dogs are barkin’ …“                                             | Bob Dylan                                                         | Any Day Now                                                                                 | 1968                   | Vanguard Records                           | Coversong    |                                                                                     |
| Only Heaven Knows                                                     | „Seems we’ve been to heaven darling …“                                               | Joan Baez                                                         | Where Are You Now, My Son?                                                                  | 1973                   | A&M Records                                | eigener Song |                                                                                     |
| Outside the Nashville City Limits                                     | „Outside the Nashville city limits …“                                                | Joan Baez                                                         | Blessed Are…                                                                                | 1971                   | Vanguard Records                           | eigener Song |                                                                                     |
| Pack up Your Sorrows                                                  | „There’s no use crying, talking to a stranger …“                                     | Pauline Marden, Richard Farina                                    | Pack Up Your Sorrows                                                                        | 1966                   | Amadeo                                     | Coversong    | Erschien erstmals auf EP                                                            |
| Pajarillo Barranqueno                                                 | „Pajarillo, pajarillo …“                                                             | Alfonso Esparza Oteo                                              | Ring Them Bells                                                                             | 1995                   | Guardian Records                           | Coversong    |                                                                                     |
| Pal of Mine                                                           | „In the night, while you lay sleeping …“                                             | Traditional                                                       | Joan Baez – Vol. 2                                                                          | 1961                   | Vanguard Records                           | Coversong    |                                                                                     |
| Paso Río                                                              | „Paso rio, paso fuentes …“                                                           | Traditional                                                       | Gracias a la Vida                                                                           | 1974                   | A&M Records                                | Coversong    |                                                                                     |
| Pauvre Ruteboeuf                                                      | „Que sont mes amis devenus …“                                                        | Léo Ferré und Ruteboeuf                                           | Farewell, Angelina                                                                          | 1965                   | Vanguard Records                           | Coversong    |                                                                                     |
| Pilgrim of Sorrow                                                     | „Lord, I’m a poor pilgrim of sorrow …“                                               | Traditional                                                       | Live in Japan                                                                               | 1973                   | Vanguard Records                           | Coversong    |                                                                                     |
| Plaisir d’amour                                                       | „The joys of love are but a moment long …“                                           | Martini il Tedesco                                                | Joan Baez – Vol. 2                                                                          | 1961                   | Vanguard Records                           | Coversong    |                                                                                     |
| Play me Backwards                                                     | „You don’t have to play me backwards …“                                              | Kenny Greenberg, Wally Wilson, Joan Baez und Karen O’Connor       | Play me Backwards                                                                           | 1992                   | Virgin Records                             | eigener Song |                                                                                     |
| Please Come to Boston                                                 | „Please come to Boston in the springtime …“                                          | David Allen Loggins                                               | From Every Stage                                                                            | 1976                   | A&M Records                                | Coversong    |                                                                                     |
| Poems From the Japanese                                               | „The mists rise over …“                                                              | japanisches Gedicht                                               | Baptism                                                                                     | 1968                   | Vanguard Records                           | Sonstiges    | Gesprochenes Gedicht übersetzt von Kenneth Rexroth                                  |
| Poor Boy                                                              | „As I walked down to the river poor boy, to see the ships go by …“                   | Traditional                                                       | Joan Baez Vol. 2                                                                            | 2001                   | Vanguard Records                           | Coversong    | Bonustrack der Wiederveröffentlichung                                               |
| Poor Wayfaring Stranger                                               | „I am a poor wayfaring stranger …“                                                   | Traditional                                                       | David’s Album                                                                               | 1969                   | Vanguard Records                           | Coversong    |                                                                                     |
| Portland Town                                                         | „I was born in Portland town …“                                                      | Derroll Adams                                                     | In Concert Part 2                                                                           | 1963                   | Vanguard Records                           | Coversong    |                                                                                     |
| Portrait of The Artist as a Young Man                                 | „Once upon a time and a very good time it was …“                                     | James Joyce und Peter Schickele                                   | Baptism                                                                                     | 1968                   | Vanguard Records                           | Sonstiges    | gesprochener Text                                                                   |
| Pretty Boy Floyd                                                      | „Well gather round children, a story I will tell …“                                  | Woody Guthrie                                                     | In Concert                                                                                  | 1962                   | Vanguard Records                           | Coversong    |                                                                                     |
| Prison Trilogy (Billy Rose)                                           | „Billy Rose was a low rider, Billy Rose was a night fighter …“                       | Joan Baez                                                         | Come From the Shadows                                                                       | 1972                   | A&M Records                                | eigener Song |                                                                                     |
| Put Your Hand in the Hand                                             | „Put your hand in the hand of the man …“                                             | Gene MacLellan                                                    | Blessed Are…                                                                                | 1971                   | Vanguard Records                           | Coversong    |                                                                                     |
| Queen of Hearts                                                       | „To the queen of hearts is the ace of sorrow …“                                      | Gregg Allman                                                      | In Concert Part 2                                                                           | 1963                   | Vanguard Records                           | Coversong    |                                                                                     |
| Railroad Bill                                                         | „Railroad Bill, railroad Bill, live way up on Railroad Hill …“                       | Ramblin’ Jack Elliott                                             | In Concert Part 2                                                                           | 1963                   | Vanguard Records                           | Coversong    |                                                                                     |
| Railroad Boy                                                          | „She went upstairs to make her bed …“                                                | Traditional                                                       | Joan Baez – Vol. 2                                                                          | 1961                   | Vanguard Records                           | Coversong    |                                                                                     |
| Rainbow Road                                                          | „I was born a poor poor man …“                                                       | Dan Penn, Donnie Fritts                                           | Come From The Shadows                                                                       | 1972                   | A&M Records                                | Coversong    |                                                                                     |
| Rake and Rambling Boy                                                 | „I’m a rake and a ramblin’ boy …“                                                    | Buck Ram                                                          | Joan Baez                                                                                   | 1960                   | Vanguard Records                           | Coversong    |                                                                                     |
| Ramber Gambler/Whispering Bells                                       | „I’m a rambler, I’m a gambler …“                                                     | Traditional                                                       | Speaking of Dreams                                                                          | 1989                   | Guardian Records                           | Coversong    | gemeinsam mit Paul Simon                                                            |
| Rambler Gambler                                                       | „I’m a rambler, I’m a gambler …“                                                     | Traditional                                                       | In Concert Part 2                                                                           | 1963                   | Vanguard Records                           | Coversong    |                                                                                     |
| Ranger’s Command                                                      | „Come all of you cowboys all over this land …“                                       | Woody Guthrie                                                     | Farewell, Angelina                                                                          | 1965                   | Vanguard Records                           | Coversongs   |                                                                                     |
| Recently                                                              | „Recently it all came back to me …“                                                  | Joan Baez                                                         | Recently                                                                                    | 1987                   | Gold Castle Records                        | eigener Song |                                                                                     |
| Requiem                                                               | „Ooh… Mother Mary, full or grace, awaken …“                                          | Eliza Gilkyson                                                    | Day After Tomorrow                                                                          | 2008                   | Proper Records                             | Coversong    |                                                                                     |
| Restless Farewell                                                     | „Oh all the money that in my whole life I spent …“                                   | Bob Dylan                                                         | Any Day Now                                                                                 | 1968                   | Vanguard Records                           | Coversong    |                                                                                     |
| Rejoice in the Sun                                                    | „Heels of children running wild in the sun …“                                        | Diane Lampert                                                     | Silent Running (Original Soundtrack Album)                                                  | 1978                   | Varèse Sarabande                           | Coversong    |                                                                                     |
| Reunion Hill                                                          | „Must’ve been in late September …“                                                   | Richard Shindell                                                  | Gone From Danger                                                                            | 1997                   | Guardian Records                           | Coversong    |                                                                                     |
| Rexroth’s Daughter                                                    | „Coldest night of the winter …“                                                      | Greg Brown                                                        | Dark Chords on a Big Guitar                                                                 | 2003                   | Koch Records                               | Coversong    |                                                                                     |
| Rider, Pass By                                                        | „Tell me when you see them …“                                                        | Joan Baez                                                         | Where Are You Now, My Son?                                                                  | 1973                   | A&M Records                                | eigener Song |                                                                                     |
| Ring Them Bells                                                       | „Ring them bells ye heathen from the city that dreams …“                             | Bob Dylan                                                         | Ring Them Bells                                                                             | 1995                   | Guardian Records                           | Coversong    |                                                                                     |
| Rock Salt and Nails                                                   | „On the banks of the river, where the willows hang down …“                           | Bruce Phillips                                                    | David’s Album                                                                               | 1969                   | Vanguard Records                           | Coversong    |                                                                                     |
| Rose of Sharon                                                        | „There’s a beautiful rose ever blooming …“                                           | Eliza Gilkyson                                                    | Day After Tomorrow                                                                          | 2008                   | Proper Records                             | Coversong    |                                                                                     |
| Rosemary Moore                                                        | „Take out your hearing aid, let’s go for a drink …“                                  | Caitlin Cary                                                      | Dark Chords on a Big Guitar                                                                 | 2003                   | Koch Records                               | Coversong    |                                                                                     |
| Sad Eyed Lady of the Lowlands                                         | „With your mercury mouth in the missionary times …“                                  | Bob Dylan                                                         | Any Day Now                                                                                 | 1968                   | Vanguard Records                           | Coversong    |                                                                                     |
| Sag mir, wo die Blumen sind                                           | „Sag mir, wo die Blumen sind …“                                                      | Pete Seeger                                                       | Farewell, Angelina                                                                          | 1965                   | Vanguard Records                           | Coversong    |                                                                                     |
| Saigon Bride                                                          | „Farewell my wistful Saigon bride …“                                                 | Joan Baez und Nina Duschek                                        | Joan                                                                                        | 1967                   | Vanguard Records                           | eigener Song | Songtext von Nina Dusheck                                                           |
| Sail Away Ladies                                                      | „Sail away ladies …“                                                                 | Traditional                                                       | Folksingers ’Round Harvard Square                                                           | 1960                   | Veritas Records                            | Coversong    |                                                                                     |
| Sailing                                                               | „I am sailing, I am sailing …“                                                       | Gavin Sutherland                                                  | Blowin’ Away                                                                                | 1977                   | Portrait                                   | Coversong    |                                                                                     |
| San Francisco Mabel Joy                                               | „Lord his daddy was an honest man, just a red dirt Georgia farmer …“                 | Mickey Newbury                                                    | Blessed Are…                                                                                | 1971                   | Vanguard Records                           | Coversong    |                                                                                     |
| Scarlet Ribbons                                                       | „I peeked in to say good-night …“                                                    | Jack Segal und Evelyn Levine                                      | Joan Baez in San Francisco                                                                  | 1964                   | Bear Family Records                        | Coversong    |                                                                                     |
| Scarlet Tide                                                          | „Well, I recall his parting words …“                                                 | Elvis Costello und Joseph Henry Burnett                           | Day After Tomorrow                                                                          | 2008                   | Proper Records                             | Coversong    |                                                                                     |
| Seabirds                                                              | „Don’t worry about my politics …“                                                    | Joan Baez                                                         | Gulf Winds                                                                                  | 1976                   | A&M Records                                | eigener Song |                                                                                     |
| Seven Bridges Road                                                    | „There are stars in the southern sky …“                                              | Stephen Young                                                     | One Day at a Time                                                                           | 1970                   | Vanguard Records                           | Coversong    |                                                                                     |
| Seven Curses                                                          | „Old Reilly stole a stallion …“                                                      | Bob Dylan                                                         | Bowery Songs                                                                                | 2005                   | Koch Records                               | Coversong    |                                                                                     |
| She Moved Through the Fair                                            | „My love said to me …“                                                               | Traditional                                                       | 75th Birthday Celebration                                                                   | 2016                   | Razor & Tie                                | Coversong    |                                                                                     |
| She Never Could Resist a Winding Road                                 | „In the old cold embers of the year …“                                               | Richard Thompson                                                  | 75th Birthday Celebration                                                                   | 2016                   | Razor & Tie                                | Coversong    |                                                                                     |
| She’s a Trouble Maker                                                 | „Watch out boys …“                                                                   | Jerry Ragovoy und Van McCoy                                       | Very Early Joan                                                                             | 1982                   | Vanguard Records                           | Coversong    |                                                                                     |
| Silent Night                                                          | „Silent night, holy night …“                                                         | Franz Xaver Gruber und Joseph Mohr                                | Noël                                                                                        | 1966                   | Vanguard Records                           | Coversong    |                                                                                     |
| Silent Running                                                        | „Fields of children running wild in the sun …“                                       | Diane Lampert                                                     | Silent Running (Original Soundtrack Album)                                                  | 1978                   | Varèse Sarabande                           | Coversong    |                                                                                     |
| Silkie                                                                | „An earthly nurse sits and sings …“                                                  | Traditional                                                       | Joan Baez – Vol. 2                                                                          | 1961                   | Vanguard Records                           | Coversong    |                                                                                     |
| Silver Blade                                                          | „Oh, I have myself a silver blade …“                                                 | Joan Baez                                                         | Whistle Down The Wind                                                                       | 2018                   | Razor & Tie                                | eigener Song |                                                                                     |
| Silver Dagger                                                         | „Don’t sing love songs, you’ll wake my mother …“                                     | Joan Baez                                                         | Joan Baez                                                                                   | 1960                   | Vanguard Records                           | Coversong    |                                                                                     |
| Simple Twist of Fate                                                  | „They sat together …“                                                                | Bob Dylan                                                         | Diamonds and Rust                                                                           | 1975                   | A&M Records                                | Coversong    |                                                                                     |
| Since You’ve Asked                                                    | „What I’ll give you since you asked is all my time together …“                       | Judy Collins                                                      | Born To The Breed – A Tribute To Judy Collins                                               | 2008                   | Wildflower Records                         | Coversong    |                                                                                     |
| Sing me Back Home                                                     | „The warden led the prisoner down the hallway to his doom …“                         | Merle Haggard                                                     | One Day at a Time                                                                           | 2005                   | Vanguard Records                           | Coversong    | Bonustrack der Wiederveröffentlichung                                               |
| Sleeper                                                               | „It’s another happy April …“                                                         | Greg Brown                                                        | Dark Chords on a Big Guitar                                                                 | 2003                   | Koch Records                               | Coversong    |                                                                                     |
| So Soon in the Morning                                                | „So soon in the morning when the clouds roll away …“                                 | Traditional                                                       | Folksingers ’Round Harvard Square                                                           | 1960                   | Veritas Records                            | Coversong    | mit Bill Wood                                                                       |
| So We’ll go no More A-Roving                                          | „So we’ll go no more a-roving …“                                                     | Richard Dyer-Bennet                                               | 5                                                                                           | 1964                   | Vanguard Records                           | Coversong    |                                                                                     |
| Somebody Got Lost in a Storm                                          | „Somebody got lost in a storm …“                                                     | Traditional                                                       | Very Early Joan                                                                             | 1982                   | Vanguard Records                           | Coversong    |                                                                                     |
| Song at the End of the Movie                                          | „This is the song at the end of the movie …“                                         | Pierce Pettis                                                     | Honest Lullaby                                                                              | 1979                   | Portrait                                   | Coversong    |                                                                                     |
| Song in the Blood                                                     | „There are great puddles of blood on the world …“                                    | Jacques Prevert und Peter Schickele                               | Baptism                                                                                     | 1968                   | Vanguard Records                           | Sonstiges    | gesprochener Text mit Musik von Peter Schickele                                     |
| Song of Bangladesh                                                    | „Bangladesh, Bangladesh …“                                                           | Joan Baez                                                         | Come From the Shadows                                                                       | 1972                   | A&M Records                                | eigener Song |                                                                                     |
| Soplando en el viento                                                 | „ …“                                                                                 | Bob Dylan                                                         | Era un Muchacho como yo que gustaba de los Beatles y Rolling Stones                         | 1973                   | Music Hall                                 | Coversong    | spanische Fassung von Blowin’ in the Wind                                           |
| Soyuz Druzyei                                                         | „Поднявший меч на наш союз …“                                                        |                                                                   | European Tour                                                                               | 1980                   | Portrait                                   | eigener Song |                                                                                     |
| Speaking of Dreams                                                    | „Speaking of dreams …“                                                               | Joan Baez                                                         | Speaking of Dreams                                                                          | 1989                   | Guardian Records                           | eigener Song |                                                                                     |
| Steal Across the Border                                               | „Kneeling in the moonlight, gazing on the shore …“                                   | Ron Davies                                                        | Play me Backwards                                                                           | 1992                   | Virgin Records                             | Coversong    |                                                                                     |
| Stephanie’s Room                                                      | „You’ve loved me exquisitely …“                                                      | Joan Baez                                                         | Gulf Winds                                                                                  | 1976                   | A&M Records                                | eigener Song |                                                                                     |
| Stewball                                                              | „Stewball was a good horse, he wore his head high …“                                 | Bob Yellin, Ralph Rinzler und John Herald                         | 5                                                                                           | 1964                   | Vanguard Records                           | Coversong    |                                                                                     |
| Still Waters at Night                                                 | „Still waters at night in the darkest of dark …“                                     | Joan Baez                                                         | Gulf Winds                                                                                  | 1976                   | A&M Records                                | eigener Song |                                                                                     |
| Stones in the Road                                                    | „When we were young, we pledged allegiance every morning of our lives …“             | Mary Chapin Carpenter                                             | Play me Backwards                                                                           | 1992                   | Virgin Records                             | Coversong    |                                                                                     |
| Strange Rivers                                                        | „There are voices in the mirror, faces at the door …“                                | John Stewart                                                      | Play me Backwards                                                                           | 1992                   | Virgin Records                             | Coversong    |                                                                                     |
| Streets of Laredo                                                     | „As I walked out in the streets of Laredo …“                                         | Traditional                                                       | Very Early Joan                                                                             | 1982                   | Vanguard Records                           | Coversong    |                                                                                     |
| Suzanne                                                               | „Suzanne takes you down …“                                                           | Leonard Cohen                                                     | Carry it On - Original Sound Track Album                                                    | 1971                   | Vanguard Records                           | Coversong    |                                                                                     |
| Sweet Sir Galahad                                                     | „Sweet Sir Galahad came in through the window …“                                     | Joan Baez                                                         | One Day at a Time                                                                           | 1970                   | Vanguard Records                           | eigener Song | Erstmals erschienen 1968 auf der Single Sweet Sir Galahad / Ghetto                  |
| Sweeter for Me                                                        | „Red telephone sitting by my bed …“                                                  | Joan Baez                                                         | Gulf Winds                                                                                  | 1976                   | A&M Records                                | eigener Song |                                                                                     |
| Swing Low, Sweet Chariot                                              | „Swing Low, Sweet Chariot, coming for to carry me home …“                            | Traditional                                                       | From Every Stage                                                                            | 1976                   | A&M Records                                | Coversong    |                                                                                     |
| Take me Back to the Sweet Sunny South                                 | „Take me back to the place where I first saw the light …“                            | Traditional                                                       | One Day at a Time                                                                           | 1970                   | Vanguard Records                           | Coversong    |                                                                                     |
| Te Ador                                                               | „Te ador, tu amor …“                                                                 | Luiz Bonfã / Antonio De Maria                                     | In Concert Part 2                                                                           | 1963                   | Vanguard Records                           | Coversong    |                                                                                     |
| Te recuerdo Amanda                                                    | „Te recuerdo Amanda …“                                                               | Victor Jara                                                       | Gracias a la Vida                                                                           | 1974                   | A&M Records                                | Coversong    |                                                                                     |
| Tears in my Eyes                                                      | „Brother do you love me and do you want to live? …“                                  | Pauline Marden                                                    | Very Early Joan                                                                             | 1982                   | Vanguard Records                           | Coversong    |                                                                                     |
| Tears of Rage                                                         | „We carried you in our arms …“                                                       | Bob Dylan und Richard Manuel                                      | Any Day Now                                                                                 | 1968                   | Vanguard Records                           | Coversong    |                                                                                     |
| The 33rd of August                                                    | „Today, there’s no salvation, the band’s packed up and gone …“                       | Mickey Newbury                                                    | Blessed Are…                                                                                | 1971                   | Vanguard Records                           | Coversong    |                                                                                     |
| The Altar Boy and the Thief                                           | „At night in the safety of shadows and numbers …“                                    | Joan Baez                                                         | Blowin’ Away                                                                                | 1977                   | Portrait                                   | eigener Song |                                                                                     |
| The Angel                                                             | „I dreamt a dream! What can it mean? …“                                              | William Blake                                                     | Baptism                                                                                     | 2003                   | Vanguard Records                           | Sonstiges    | gesprochener Text Bonustrack der Wiederveröffentlichung                             |
| The Ballad of Sacco and Vanzetti                                      | „Give to me your tired and your poor …“                                              | Joan Baez und Ennio Morricone                                     | From Every Stage                                                                            | 1976                   | A&M Records                                | eigener Song |                                                                                     |
| The Boxer                                                             | „I am just a poor boy …“                                                             | Paul Simon                                                        | European Tour                                                                               | 1980                   | Portrait                                   | Coversong    |                                                                                     |
| The Brand New Tennessee Waltz                                         | „Oh, my, but you have a pretty face …“                                               | Jesse Winchester                                                  | Blessed Are…                                                                                | 1971                   | Vanguard Records                           | Coversong    |                                                                                     |
| The Carol of the Birds                                                | „When rose the eastern star …“                                                       | Traditional                                                       | Noël                                                                                        | 1966                   | Vanguard Records                           | Coversong    |                                                                                     |
| The Cherry Tree Carol                                                 | „When Joseph was an old man, an old man was he …“                                    | Traditional                                                       | Joan Baez – Vol. 2                                                                          | 1961                   | Vanguard Records                           | Coversong    |                                                                                     |
| The Crimes of Cain                                                    | „Father, can you hear the tolling of the bells …“                                    | Joan Baez und Georges Delerue                                     | The Crimes Of Cain                                                                          | 1988                   | Virgin Records                             | eigener Song | Zuerst als Single veröffentlicht                                                    |
| The Dangling Conversation                                             | „It’s a still life water color …“                                                    | Paul Simon                                                        | Joan                                                                                        | 1967                   | Vanguard Records                           | Coversong    |                                                                                     |
| The Death of Queen Jane                                               | „Queen Jane lay in labor …“                                                          | Traditional                                                       | 5                                                                                           | 1964                   | Vanguard Records                           | Coversong    |                                                                                     |
| The Dream Song                                                        | „I had a dream I was following a barefoot girl …“                                    | Joan Baez und Ron Davies                                          | Play me Backwards                                                                           | 1992                   | Virgin Records                             | Coversong    |                                                                                     |
| The Edge of Glory                                                     | „My house stands at the edge of glory …“                                             | Joan Baez, Wally Wilson, Kenny Greenberg und Karen O’Connor       | Play me Backwards                                                                           | 1992                   | Virgin Records                             | eigener Song |                                                                                     |
| The First Noël                                                        | „The First Noel, the Angel did say …“                                                | Traditional                                                       | Noël                                                                                        | 1966                   | Vanguard Records                           | Coversong    | Bonus-Track der Wiederveröffentlichung                                              |
| The Great Correction                                                  | „Down on the corner of ruin and grace …“                                             | Joan Baez                                                         | Whistle Down The Wind                                                                       | 2018                   | Razor & Tie                                | eigener Song |                                                                                     |
| The Greenwood Side                                                    | „There was a fair maiden lived in the north …“                                       | Traditional                                                       | Joan                                                                                        | 1967                   | Vanguard Records                           | Coversong    |                                                                                     |
| The Hitchhikers’ Song                                                 | „When the mist rolls in on Highway One …“                                            | Joan Baez                                                         | Blessed Are…                                                                                | 1971                   | Vanguard Records                           | eigener Song |                                                                                     |
| The House Carpenter                                                   | „Well met, well met, my own true love …“                                             | Bob Dylan                                                         | In Concert                                                                                  | 1962                   | Vanguard Records                           | Coversong    |                                                                                     |
| The Lady Came from Baltimore                                          | „The lady cam from Baltimore, all she wore was lace …“                               | Tim Hardin                                                        | Joan                                                                                        | 1967                   | Vanguard Records                           | Coversong    |                                                                                     |
| The Lass from the Low Country                                         | „She was a lass from the low country …“                                              | John Jacob Niles                                                  | The Joan Baez Lovesong Album                                                                | 1976                   | Vanguard Records                           | Coversong    |                                                                                     |
| The Last Thing on my Mind                                             | „It’s a lesson too late for the learnin’ …“                                          | Tom Paxton                                                        | Carry it On - Original Sound Track Album                                                    | 1971                   | Vanguard Records                           | Coversong    |                                                                                     |
| The Little Drummer Boy                                                | „Come they told me parapapampam …“                                                   | Katherine K. Davis, Henry Onorati und Harry Simeone               | Noël                                                                                        | 1966                   | Vanguard Records                           | Coversong    |                                                                                     |
| The Love Inside                                                       | „So the word is goodbye …“                                                           | Barry Gibb                                                        | Live – Europe ’83                                                                           | 1984                   | Ariola                                     | Coversong    |                                                                                     |
| The Lower Road                                                        | „Cut me down, bury this rosary …“                                                    | Thea Gilmore                                                      | Day After Tomorrow                                                                          | 2008                   | Proper Records                             | Coversong    |                                                                                     |
| The Magic Wood                                                        | „The wood is full of shining eyes …“                                                 | Henry Treece und Peter Schickele                                  | Baptism                                                                                     | 1968                   | Vanguard Records                           | Coversong    |                                                                                     |
| The Moon is a Harsh Mistress                                          | „See her how she flies …“                                                            | Jimmy Webb                                                        | Recently                                                                                    | 1987                   | Gold Castle/Virgin                         | Coversong    |                                                                                     |
| The Night They Drove Old Dixie Down                                   | „Virgil Caine is my name and I drove on the Danville train …“                        | Robbie Robertson                                                  | Blessed Are…                                                                                | 1971                   | Vanguard Records                           | Coversong    |                                                                                     |
| The Parable of the Old Man and the Young                              | „So Abram rose, and clave the wood, and went …“                                      | Wilfred Owen                                                      | Baptism                                                                                     | 1968                   | Vanguard Records                           | Sonstiges    | Gesprochener Text                                                                   |
| The Partisan                                                          | „They poured across the borders …“                                                   | Anna Marly und Hy Zaret                                           | Come From the Shadows                                                                       | 1972                   | A&M Records                                | Coversong    |                                                                                     |
| The President Sang Amazing Grace                                      | „A young man came to a house of prayer …“                                            | Joan Baez                                                         | Whistle Down the Wind                                                                       | 2018                   | Razor & Tie                                | eigener Song |                                                                                     |
| The Riddle Song                                                       | „I gave my love a cherry that has no stone …“                                        | Traditional                                                       | Very Early Joan                                                                             | 1982                   | Vanguard Records                           | Coversong    | Duett mit Pete Seeger                                                               |
| The River in the Pines                                                | „Oh, Mary was a maiden …“                                                            | Traditional                                                       | Farewell, Angelina                                                                          | 1965                   | Vanguard Records                           | Coversong    |                                                                                     |
| The Rose                                                              | „Some say love, it is a river …“                                                     | Amanda McBroom                                                    | European Tour                                                                               | 1980                   | Portrait/CBS                               | Coversong    |                                                                                     |
| The Salt of the Earth                                                 | „Let’s drink to the hard working people …“                                           | Mick Jagger und Keith Richard                                     | Blessed Are…                                                                                | 1971                   | Vanguard Records                           | Coversong    |                                                                                     |
| The Swallow Song                                                      | „Come wander quietly and listen to the wind …“                                       | Richard Farina                                                    | Pack up Your Sorrows                                                                        | 1966                   | Amadeo                                     | Coversong    | Erschien erstmals auf EP                                                            |
| The Things That We Are Made Of                                        | „I remember driving down the rutted roads late at night …“                           | Joan Baez                                                         | Whistle Down The Wind                                                                       | 2018                   | Razor & Tie                                | eigener Song |                                                                                     |
| The Tramp on the Street                                               | „Only a tramp was Lazarus that day, …“                                               | Grady Cole und Hazel Cole                                         | David’s Album                                                                               | 1969                   | Vanguard Records                           | Coversong    | Text in der letzten Strophe Joan Baez und Maynard Solomon                           |
| The Trees They do Grow High                                           | „The trees they do grow high and the leaves they do grow green …“                    | Traditional                                                       | Joan Baez – Vol. 2                                                                          | 1961                   | Vanguard Records                           | Coversong    |                                                                                     |
| The Unquiet Grave                                                     | „Cold blows the wind to my true love …“                                              | Traditional                                                       | 5                                                                                           | 1964                   | Vanguard Records                           | Coversong    |                                                                                     |
| The Walls of Redwing                                                  | „Well I’m sailin away my own true love …“                                            | Bob Dylan                                                         | Any Day Now                                                                                 | 1968                   | Vanguard Records                           | Coversong    |                                                                                     |
| The Water is Wide                                                     | „The water is wide, I can’t cross over …“                                            | Traditional                                                       | Very Early Joan                                                                             | 1982                   | Vanguard Records                           | Coversong    |                                                                                     |
| The Wild Mountain Thyme                                               | „For the summertime is coming …“                                                     | Traditional                                                       | Farewell, Angelina                                                                          | 1965                   | Vanguard Records                           | Coversong    |                                                                                     |
| There but for Fortune                                                 | „Show me the prisons …“                                                              | Phil Ochs                                                         | 5                                                                                           | 1964                   | Vanguard Records                           | Coversong    |                                                                                     |
| Three Fishers                                                         | „Three fishers went sailing out into the west …“                                     | Charles Kingsley und John Hullah                                  | In Concert Part 2                                                                           | 1963                   | Vanguard Records                           | Coversong    |                                                                                     |
| Three Horses                                                          | „In the early dawn a stallion white …“                                               | Joan Baez                                                         | Blessed Are…                                                                                | 1971                   | Vanguard Records                           | eigener Song |                                                                                     |
| Through Your Hands                                                    | „You were dreaming on a park bench about a broad highway somewhere …“                | John Hiatt                                                        | Play me Backwards                                                                           | 1992                   | Virgin Records                             | Coversong    |                                                                                     |
| Time is Passing us By                                                 | „The moon is low on the southland …“                                                 | Joan Baez                                                         | Gulf Winds                                                                                  | 1976                   | A&M Records                                | eigener Song |                                                                                     |
| Time Rag                                                              | „Ripping along towards middle age …“s                                                | Joan Baez                                                         | Blowin’ Away                                                                                | 1977                   | Portrait                                   | eigener Song |                                                                                     |
| To Bobby                                                              | „I’ll put flowers at your feet …“                                                    | Joan Baez                                                         | Come From The Shadows                                                                       | 1972                   | A&M Records                                | eigener Song |                                                                                     |
| To Ramona                                                             | „Ramona, come closer …“                                                              | Bob Dylan                                                         | Gone From Danger (Collectors Edition)                                                       | 2009                   | Proper Records                             | Coversong    |                                                                                     |
| Told the Captain                                                      | „Told my captain my hands were cold …“                                               | A. Hoffman und D. Manning                                         | Joan Baez in San Francisco                                                                  | 1964                   | Bear Family Records                        | Coversong    |                                                                                     |
| Tomorrow is a Long Time                                               | „If today was not an endless highway …“                                              | Bob Dylan                                                         | In Concert Part 2                                                                           | 2002                   | Vanguard Records                           | Coversong    | Bonustrack der Wiederveröffentlichung                                               |
| Tres Pescadores                                                       | „ …“                                                                                 | Charles Kingsley und John Hullah                                  | El Preso Numero 9                                                                           | 1968                   | Hispavox                                   | Coversong    | Erstmals erschienen auf EP                                                          |
| Troubled and I Don’t Know Why                                         | „I’m troubled and I don’t know why …“                                                | Bob Dylan                                                         | Rare, Live & Classic                                                                        | 1993                   | Vanguard Records                           | Coversong    |                                                                                     |
| Tumbleweed                                                            | „I feel like a lonesome tumbleweed …“                                                | Douglas Van Arsdale                                               | Come From The Shadows                                                                       | 1972                   | A&M Records                                | Coversong    |                                                                                     |
| Turquoise                                                             | „Your smile - beams like sunlight - on a gull’s wing …“                              | Donovan                                                           | Joan                                                                                        | 1967                   | Vanguard Records                           | Coversong    |                                                                                     |
| Twelve Gates to the City                                              | „Three gates in the east …“                                                          | Traditional                                                       | Very Early Joan                                                                             | 1982                   | Vanguard Records                           | Coversong    |                                                                                     |
| Txoria Txori                                                          | „HEGOAK EBAKI BANIZKIO …“                                                            | Joxean Artze und Mikel Laboa                                      | Diamonds and Rust in the Bullring                                                           | 1988                   | Gold Castle/Virgin                         | Coversong    |                                                                                     |
| Un mondo d’Amore                                                      | „ …“                                                                                 | Bruno Zambrini, Franco Migliacci und Sante Maria Romitelli        | C’ era un ragazzo che come me amava i Beatles e i Rolling Stones / Un mondo d’amore         | 1970                   | Vanguard Records                           | Coversong    | Erstmals auf Single erschienen                                                      |
| Vagabondo                                                             | „ …“                                                                                 | Joan Baez                                                         | 24 Luglio 1970 Joan Baez All’Arena Civica di Milano                                         | 1970                   | Vanguard Records                           | eigener Song |                                                                                     |
| Virgin Mary                                                           | „Virgin Mary had a one son …“                                                        | Traditional                                                       | Noël                                                                                        | 1966                   | Vanguard Records                           | Coversong    | Bonustrack der Wiederveröffentlichung                                               |
| Wagoner’s Lad                                                         | „Oh, hard is the fortune …“                                                          | Traditional                                                       | Joan Baez – Vol. 2                                                                          | 1961                   | Vanguard Records                           | Coversong    |                                                                                     |
| Walkin’ Down the Line                                                 | „Well, I’m walkin’ down the line …“                                                  | Bob Dylan                                                         | Any Day Now                                                                                 | 1968                   | Vanguard Records                           | Coversong    |                                                                                     |
| Warm and Tender Love                                                  | „Let me wrap you in my warm and tender love, hmm …“                                  | Bobby Robinson und Clara Thompson                                 | Blessed Are…                                                                                | 2005                   | Vanguard Records                           | Coversong    | Bonustrack der Wiederveröffentlichung                                               |
| Warriors of the Sun                                                   | „We are the Warriors of the Sun …“                                                   | Joan Baez                                                         | Live – Europe ’83                                                                           | 1984                   | Ariola                                     | eigener Song |                                                                                     |
| Water Boy                                                             | „Water boy, where are you hiding …“                                                  | Traditional                                                       | Joan Baez in San Francisco                                                                  | 1964                   | Bear Family Records                        | Coversong    |                                                                                     |
| We are Crossing Jordan River                                          | „We are crossing Jordan River …“                                                     | Traditional                                                       | Joan Baez at Newport Live!                                                                  | 1966                   | Amadeo                                     | Coversong    | Erschien erstmals auf EP                                                            |
| We Shall Overcome                                                     | „We shall overcome, we shall overcome …“                                             | Zilphia Horton, Frank Hamilton, Guy Carawan und Pete Seeger       | In Concert Part 2                                                                           | 1963                   | Vanguard Records                           | Coversong    |                                                                                     |
| We Three Kings                                                        | „We three kings of orient are …“                                                     | Traditional                                                       | Noël                                                                                        | 1966                   | Vanguard Records                           | Coversong    | Bonus-Track der Wiederveröffentlichung                                              |
| We Three Together Constitute the Struggle Mountain Resistance Band    | „ …“                                                                                 | Joan Baez                                                         | Live tt Woodstock                                                                           | 2019                   | Craft Recordings                           | Sonstiges    | gesprochener Text                                                                   |
| (We Want Our) Freedom Now                                             | „I say Naaa Na-Na-Na-Naaa - I want my freedom now! …“                                | Traditional                                                       | Joan Baez in Italy                                                                          | 1969                   | Vanguard Records                           | Coversong    |                                                                                     |
| Welcome Me                                                            | „Welcome me to the city of angels …“                                                 | Amy Ray                                                           | Ring Them Bells                                                                             | 1995                   | Guardian Records                           | Coversong    |                                                                                     |
| Wenn unsere Brüder kommen                                             | „Wenn unsre Brüder kommen …“                                                         | Konstantin Wecker                                                 | Live – Europe ’83                                                                           | 1984                   | Ariola                                     | Coversong    |                                                                                     |
| What Child is This                                                    | „What Child is this who laid to rest …“                                              | Traditional                                                       | Noël                                                                                        | 1966                   | Vanguard Records                           | Coversong    |                                                                                     |
| What Have They Done to the Rain                                       | „Just a little rain falling all around …“                                            | Malvina Reynolds                                                  | In Concert                                                                                  | 1962                   | Vanguard Records                           | Coversong    |                                                                                     |
| What You Gonna Call Your Pretty Little Baby                           | „Mary, Mary, had a little baby …“                                                    | Traditional                                                       | Folksingers ’Round Harvard Square                                                           | 1960                   | Veritas Records                            | Coversong    |                                                                                     |
| When the Shy Star Goes Forth in Heaven                                | „ …“                                                                                 | James Joyce                                                       | Baptism                                                                                     | 2003                   | Vanguard Records                           | Sonstiges    | gesprochener Text, Bonustrack der Wiederveröffentlichung                            |
| When Time is Stolen                                                   | „The music stopped in my hand …“                                                     | Joan Baez                                                         | Blessed Are…                                                                                | 1971                   | Vanguard Records                           | eigener Song |                                                                                     |
| When You Hear Them Cuckoos Hollerin’                                  | „When you hear them cuckoos hollerin’ …“                                             | Traditional                                                       | 5                                                                                           | 1964                   | Vanguard Records                           | Coversong    |                                                                                     |
| Where Are You Now, my Son                                             | „It’s walking to the battleground that always makes me cry …“                        | Joan Baez                                                         | Where Are You Now, My Son?                                                                  | 1973                   | A&M Records                                | eigener Song |                                                                                     |
| Where Have All the Flowers Gone                                       | „Where have all the flowers gone, long time passing …“                               | Pete Seeger                                                       | Joan Baez in Italy                                                                          | 1969                   | Vanguard Records                           | Coversong    |                                                                                     |
| Where’s my Apple Pie?                                                 | „Been sitting on old park benches …“                                                 | Joan Baez                                                         | Where’s my Apple Pie?                                                                       | 1974                   | A&M Records                                | eigener Song | zunächst als Single erschienen                                                      |
| Whistle Down the Wind                                                 | „I grew up here now all of my life …“                                                | Kathleen Brennan und Thomas Alan Waits                            | Whistle Down the Wind                                                                       | 2018                   | Razor & Tie                                | Coversong    |                                                                                     |
| Who Do You Think I Am                                                 | „I am not on top of a mountain and …“                                                | Sinead Lohan                                                      | Gone From Danger                                                                            | 1997                   | Guardian Records                           | Coversong    |                                                                                     |
| Who Murdered the Minutes                                              | „Who murdered the minutes …“                                                         | Henry Treece und Peter Schickele                                  | Baptism                                                                                     | 1968                   | Vanguard Records                           | Coversong    |                                                                                     |
| Wild Mountain Thyme                                                   | „For the summertime is coming …“                                                     | Francis McPeake                                                   | Farewell, Angelina                                                                          | 1965                   | Vanguard Records                           | Coversong    |                                                                                     |
| Wildwood Flower                                                       | „Oh, I’ll twine with my mingles …“                                                   | Traditional                                                       | Joan Baez                                                                                   | 1960                   | Vanguard Records                           | Coversong    |                                                                                     |
| Will the Circle be Unbroken                                           | „I was standing by the window …“                                                     | Traditional                                                       | David’s Album                                                                               | 1969                   | Vanguard Records                           | Coversong    |                                                                                     |
| Willie Moore                                                          | „Willie Moore was a king, his age twenty-one …“                                      | Traditional                                                       | Very Early Joan                                                                             | 1982                   | Vanguard Records                           | Coversong    |                                                                                     |
| Windrose                                                              |                                                                                      | Joan Baez                                                         | Where Are You Now, My Son?                                                                  | 1973                   | A&M Records                                | Instrumental |                                                                                     |
| Winds of the Old Days                                                 | „The lady’s adrift in a foreign land …“                                              | Joan Baez                                                         | Diamonds and Rust                                                                           | 1975                   | A&M Records                                | eigener Song |                                                                                     |
| Wings                                                                 | „At night we crossed the border …“                                                   | Josh Ritter                                                       | Dark Chords on a Big Guitar                                                                 | 2003                   | Koch Records                               | Coversong    |                                                                                     |
| With God on Our Side                                                  | „Oh my name it is nothin’ …“                                                         | Bob Dylan                                                         | With God on Our Side                                                                        | 1963                   | Fontana Records                            | Coversong    | zunächst als EP erschienen                                                          |
| Wozu sind Kriege da                                                   | „Keiner will sterben, das ist doch klar …“                                           | Udo Lindenberg                                                    | Live – Europe ’83                                                                           | 1984                   | Ariola                                     | Coversong    |                                                                                     |
| Yellow Coat                                                           | „It’s a long time since I saw you last …“                                            | Steve Goodman                                                     | Blowin’ Away                                                                                | 1977                   | Portrait                                   | Coversong    |                                                                                     |
| Yesterday                                                             | „Yesterday all my troubles seemed so far away …“                                     | Paul McCartney                                                    | Joan Baez in Italy                                                                          | 1969                   | Vanguard Records                           | Coversong    |                                                                                     |
| You Ain’t Goin’ Nowhere                                               | „Clouds so swift, rain won’t lift …“                                                 | Bob Dylan                                                         | Any Day Now                                                                                 | 1968                   | Vanguard Records                           | Coversong    |                                                                                     |
| Young Blood                                                           | „I saw her standing on the corner …“                                                 | Doc Pomus, Mike Stoller und Jerry Leiber                          | Joan Baez in San Francisco                                                                  | 1964                   | Bear Family Records                        | Coversong    |                                                                                     |
| You’re Aging Well                                                     | „Why is it that as we grow older and stronger …“                                     | Dar Williams                                                      | Ring Them Bells                                                                             | 1995                   | Guardian Records                           | Coversong    |                                                                                     |

## Film
- Mary Wharton (Regie, Buch): Joan Baez. How Sweet the Sound. Dokumentation, USA 2009, 84 Min. Deutscher Titel: Joan Baez, SWR (Erstsendung arte, 8. Juli 2010). Inhaltsangabe und Preview beim US-Sender PBS (englisch). Gekürzte Version des Films (55 Min.) auf youtube.com (englisch).